# 구세군
구세군(救世軍, 영어: The Salvation Army, TSA)은 런던에 본부를 둔 개신교 교단이자 국제적인 자선 단체이다. 구세군은 웨슬리안 성결 운동과 연계되어 있다. 이 단체는 전 세계적으로 170만 명 이상의 회원을 보유하고 있으며, 이들은 병사, 사관, 지지자로 구성되어 있으며 총칭하여 구세군원이라고 불린다. 창립자들은 가난하고, 궁핍하며, 굶주린 이들의 "육체적, 영적 필요"를 채움으로써 그들에게 구원을 가져다주고자 했다. 133개국에 걸쳐 활동하며, 자선 가게를 운영하고, 노숙자를 위한 보호소를 운영하며, 재난 구호 및 개발도상국에 인도주의적 지원을 제공한다.
구세군의 신학은 감리교회에서 파생되었지만, 제도와 실천 면에서는 차이가 있다. 예를 들어 구세군은 성사를 행하지 않는다. 성결 감리교 전통의 다른 교파들과 마찬가지로 구세군은 거듭남 (첫 번째 은혜의 역사)과 온전한 성화 (두 번째 은혜의 역사)를 강조한다. 구세군의 독특한 특징은 "중위" 또는 "소령"과 같은 군사 계급에서 파생된 칭호를 사용하는 것이다. 구세군의 교리는 웨슬리안-아르미니우스주의 전통, 특히 성결 운동과 일치한다. 구세군의 목적은 "기독교 종교의 발전... 교육, 빈곤 구제, 그리고 사회 또는 인류 공동체 전체에 유익한 기타 자선 활동"이다.
구세군은 1865년 한때 감리교 목사였던 윌리엄 부스와 그의 아내 캐서린 부스에 의해 런던에서 "동런던 기독교 선교회"로 설립되었다. 그 기원은 블라인드 베거 주점으로 거슬러 올라간다. 1878년, 부스는 선교회를 재편하여 첫 번째 대장이 되었고, 전통으로 유지해온 군사 구조를 도입했다. 구세군의 최고 우선순위는 기독교 원칙이다. 2023년 기준 현재 구세군의 국제 지도자이자 최고경영자(CEO)는 린든 버킹엄 대장이다.
구세군은 미국에서 가장 큰 비정부 사회 서비스 제공자이며 전 세계적으로도 가장 큰 단체 중 하나로, 2022년 운영 비용을 포함하여 36억 미국 달러를 지출하며 미국에서만 3,200만 명 이상을 지원했다. 급식 센터, 노숙자 보호소, 재활 센터, 커뮤니티 센터, 재난 구호 기금 외에도 난민 수용소를 설립하며 특히 아프리카의 이재민들을 돕는다. 영국에서는 구세군이 더 이상 가장 큰 비정부 사회 서비스 제공자는 아니지만, 여전히 어려움에 처한 사람들에게 중요한 서비스를 제공하고 있다. 구세군은 2024년 총수입 47억 8천만 달러로 미국에서 여섯 번째로 큰 자선단체이다. 미국 기독교 교회 연합을 포함한 여러 국가의 초교파 단체에 소속되어 있다.

## 사관
구세군은 사역자들을 "사관"이라고 부른다. 공식적인 업무를 수행할 때, 그들은 흰색 정장 셔츠의 색상별 견장으로 식별될 수 있다. 견장에는 흰색으로 "S" 글자가 수놓아져 있다. 사관 계급에는 중위, 대위, 소령, 중령, 대령, 참령, 대장이 있다. 중위에서 소령으로의 계급 승진은 주로 근속 연수에 따라 결정된다.
사관들은 구세군 내에서 사역지를 변경하는 파송 명령을 받는다. 보통 사관들은 2년에서 5년마다 새로운 파송 명령을 받고 다른 직책으로 재배치되며, 때로는 먼 거리로 이동하기도 한다.
구세군은 여성 안수를 허용한다. 구세군 사관은 이전에 다른 사관과만 결혼할 수 있었지만 (이 규칙은 국가마다 달랐다), 최근 몇 년 동안 이 규칙이 완화되었다. 남편과 아내는 일반적으로 같은 계급을 공유하며 같거나 유사한 임무를 맡는다. 이러한 사관 부부는 공동 목사로 활동하고 부대, 성인 재활 센터 등을 관리하도록 함께 배정된다.

## 시설

### 교회
구세군은 전 세계에 교회를 가지고 있으며, 이를 구세군 영문이라고 부른다. 이들은 교회이자 커뮤니티 센터 역할을 한다. 전통적으로 많은 영문 건물은 성전이나 요새라고도 불린다.

### 중고품 상점 및 자선 가게

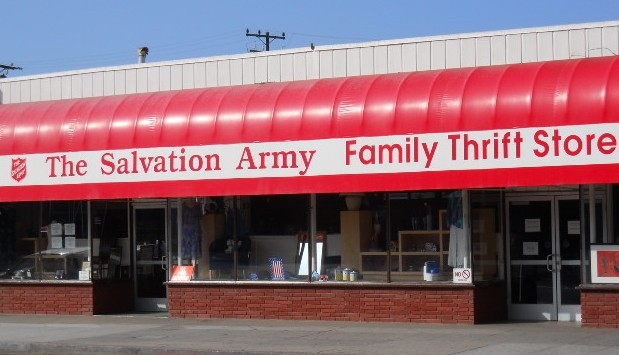
구세군 가정 중고품 상점, 샌타모니카

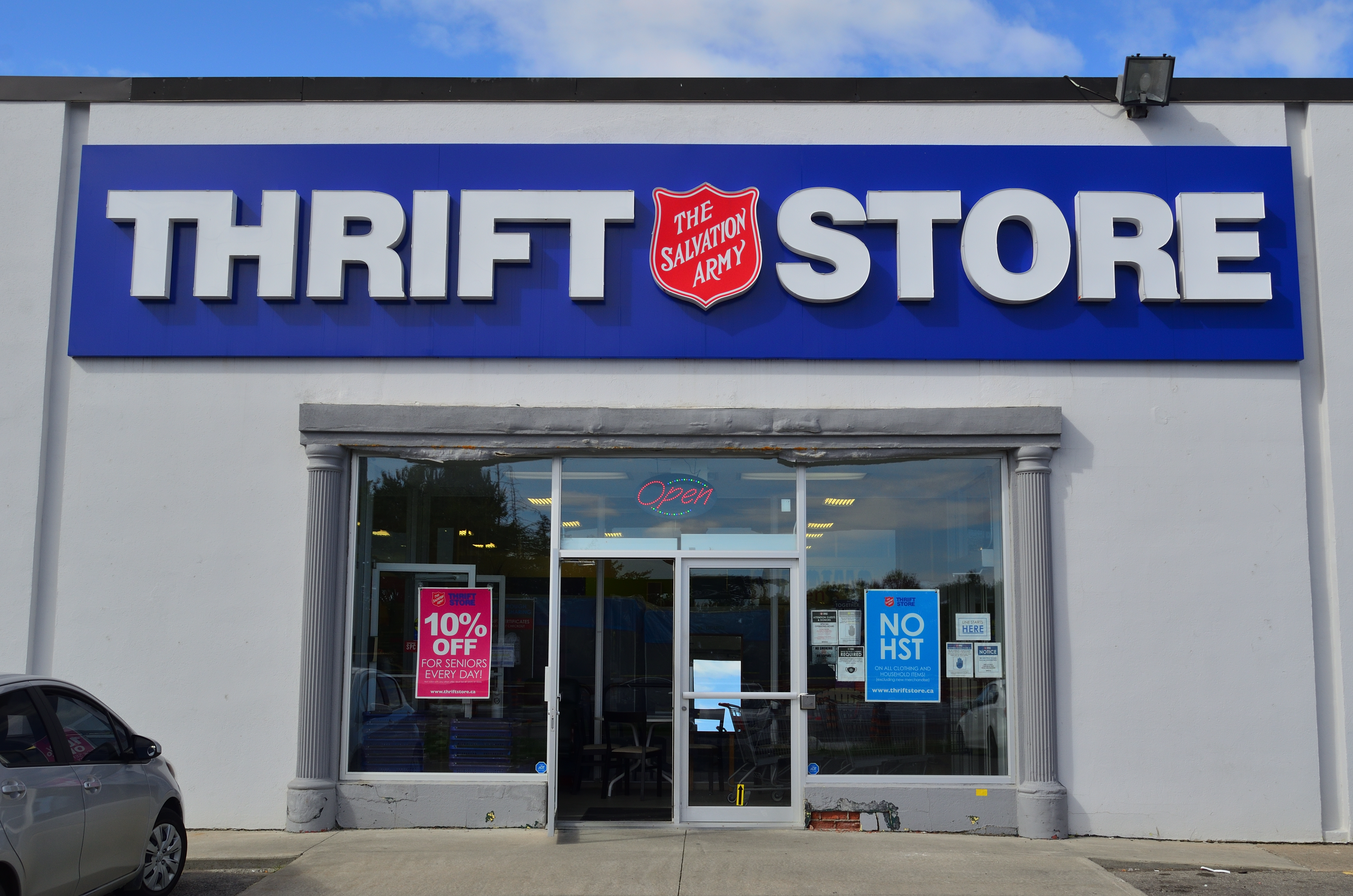
구세군 중고품 상점, 리치먼드 힐, ON

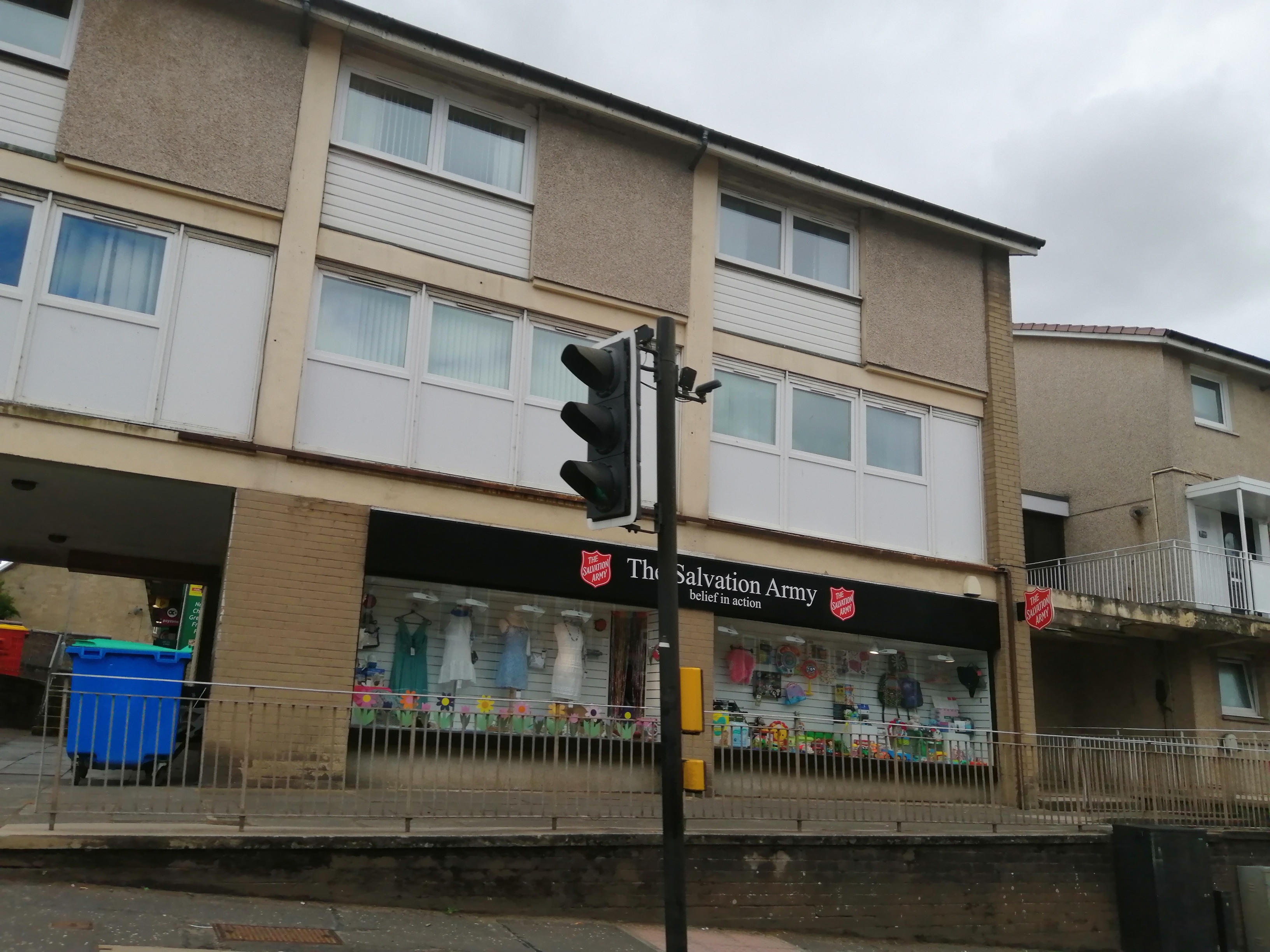
구세군, 이스트필드, 사우스래너크셔, 스코틀랜드

구세군은 의류, 가정용품, 장난감과 같은 기부된 중고품을 판매하여 재활 프로그램을 위한 기금을 모으는 중고품 상점 또는 자선 가게 네트워크로 잘 알려져 있다. 캐나다와 미국에서는 "샐리 앤(the Sally Ann)", 호주에서는 "샐보스 스토어(Salvos Stores)", 뉴질랜드에서는 "샐리'스(Sally's)"라고 불린다. 구세군 상점에서 판매되지 않는 의류는 종종 세계 중고 의류 시장에 도매로 판매된다.

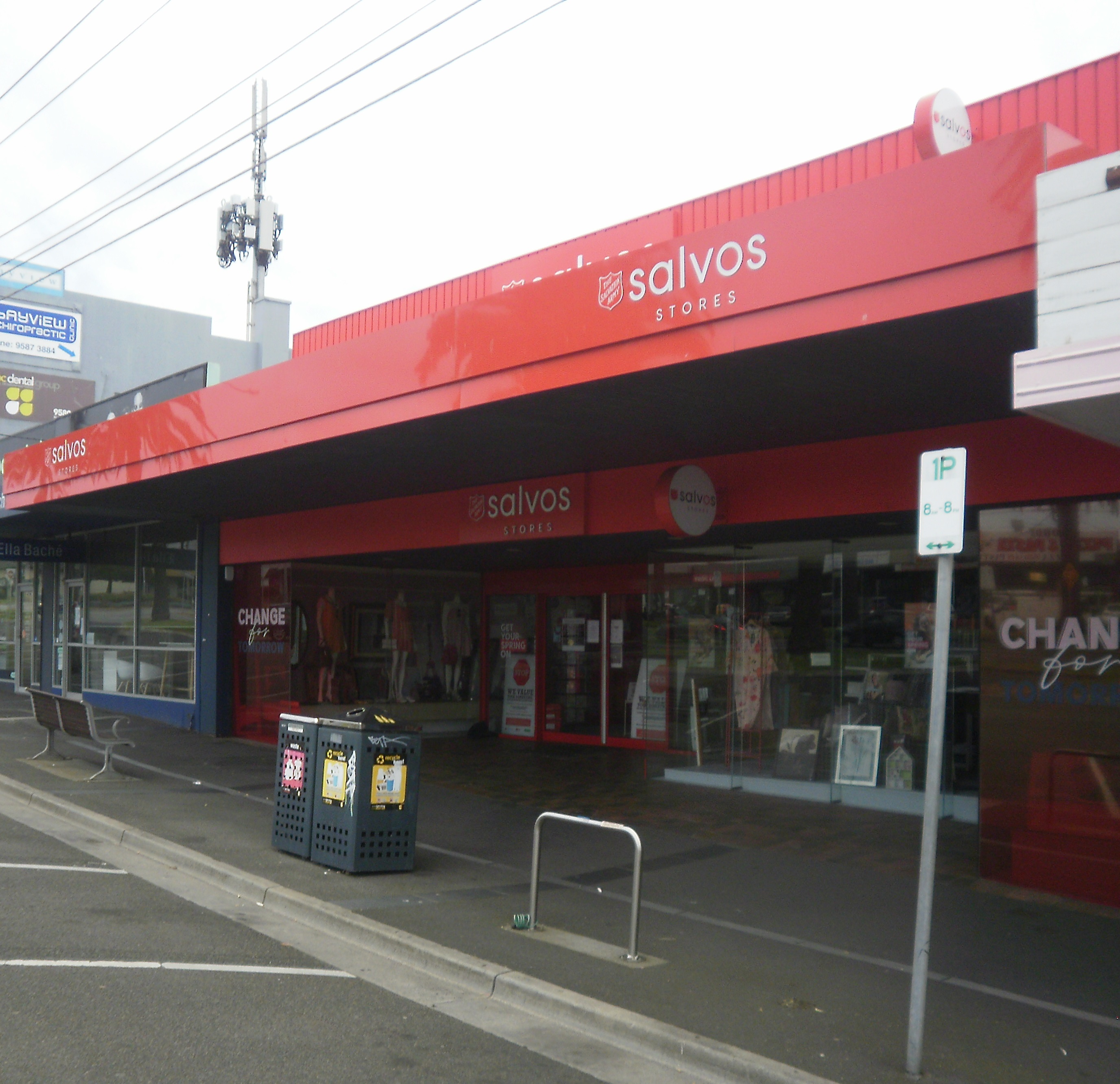
빅토리아주, 오스트레일리아에 있는 구세군 상점

영국 구세군의 모금 상점들은 영국 정부의 워크 프로그램에 참여했는데, 이는 수당 수급자가 6개월까지 주당 20~40시간 동안 무보수로 일해야 하는 워크페어 프로그램이었다.
사람들이 구세군 중고품 상점에서 물품을 구매할 때, 수익금의 일부는 구세군의 긴급 구호 활동 및 프로그램에 사용된다. 판매되지 않은 직물 품목은 재활용되어 카페트 밑 깔개와 같은 다른 품목으로 만들어진다. 구세군은 또한 상황에 따라 전과자를 고용하여 직원들을 돕는데, 이는 그들이 사람들에게 두 번째 기회를 주는 것을 믿기 때문이다.

### 성인 재활 센터
일부 구세군 시설은 성인 재활 센터(ARC)와 연계되어 있는데, 이곳에서는 남성과 여성이 6개월 동안 ARC 주거지에서 생활하고 일하며 재활에 전념한다. 그들은 무급이지만, 숙식은 제공된다. 많은 ARC는 남성 전용이다. 이 프로그램은 주로 중독 퇴치를 목표로 한다. 입소자들은 창고, 상점 또는 주거지에서 일한다. 이를 "작업 치료"라고 부른다. 그들은 재활의 일환으로 수업, 12단계 프로그램, 채플 서비스에 참석한다. 구세군은 "최고의 선행"이라는 슬로건으로 수거 트럭에 이 프로그램을 홍보한다. ARC는 일반적으로 주요 상점 및 창고와 연계되어 있다. 기부품은 다른 상점 및 기부 장소에서 모아져 분류 및 가격이 책정된 다음 지점 상점으로 다시 배포된다. 저품질 기부품은 창고 도크에서 "도크 세일"로 판매된다.

### 해들리 농장 식민지
에식스주 해들리의 농경지는 시장 밭, 과수원, 두 개의 벽돌 공장을 포함했다. 1909년 빈민법을 고려하기 위해 임명된 왕립위원회 보고서에 언급되었다. 1912년까지 7,000명의 훈련생이 이곳을 거쳐갔으며 60% 이상이 이후 취업에 성공했다.

### 기타

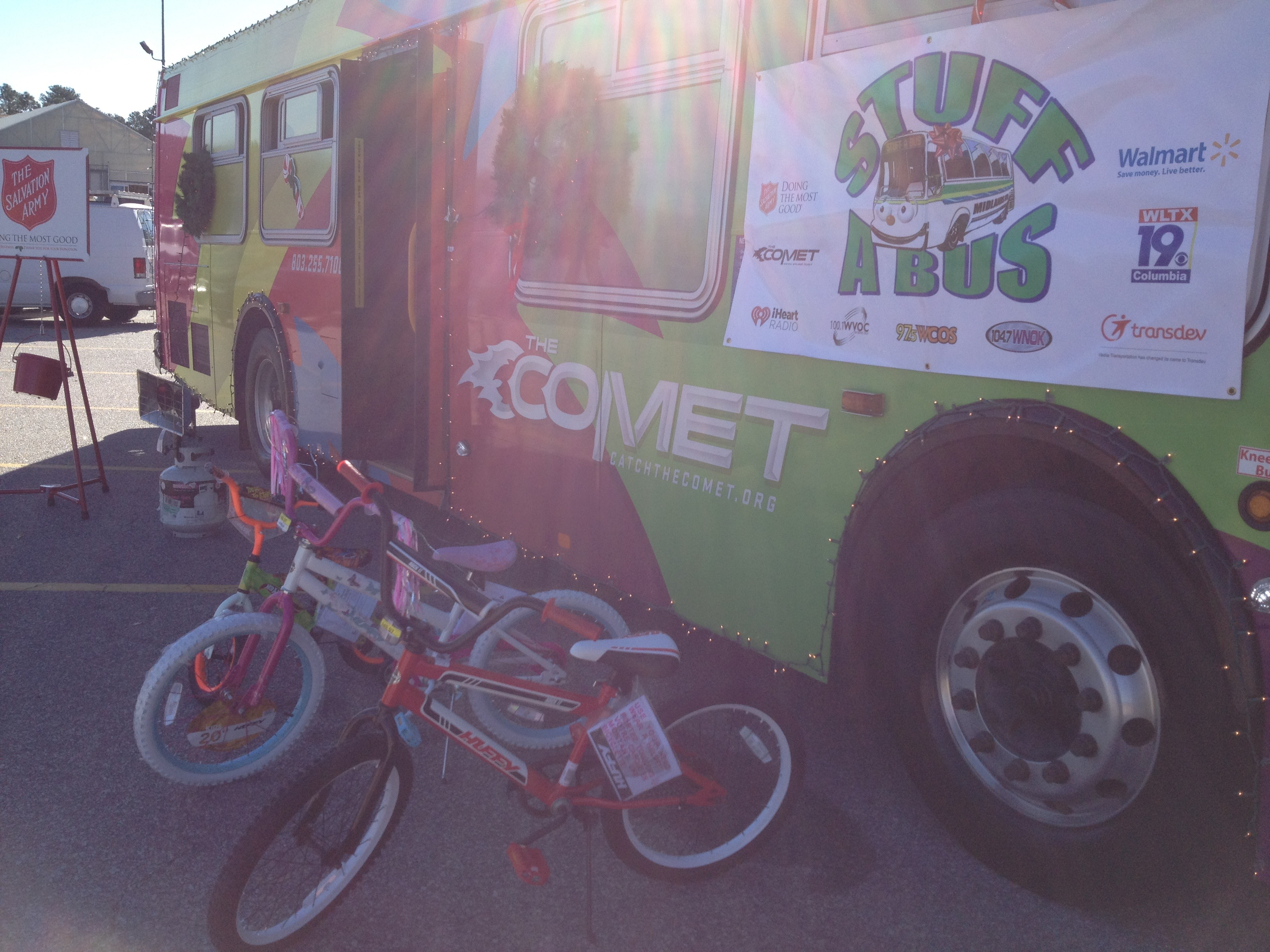
크리스마스 시즌의 "버스 채우기" 장난감 수집

구세군은 어린이 여름 캠프와 성인 주간 보호 센터를 운영한다. 국제, 국가, 각 지역 및 본부 단위로 본부 사무실을 두고 있다. 기타 시설에는 다음이 포함된다.
- 노숙자 호스텔
- 주거형 중독 의존 프로그램
- 아동 보육원
- 노인 요양원
- 미혼모 및 아기 보육원
- 여성 및 남성 보호 센터
- 종합 병원
- 학교
- 산부인과 병원
- 방과 후 프로그램
- 푸드 팬트리
- 야간 온난화 스테이션
- 냉방 스테이션

## 신념
공식적인 사명 선언문은 다음과 같다.

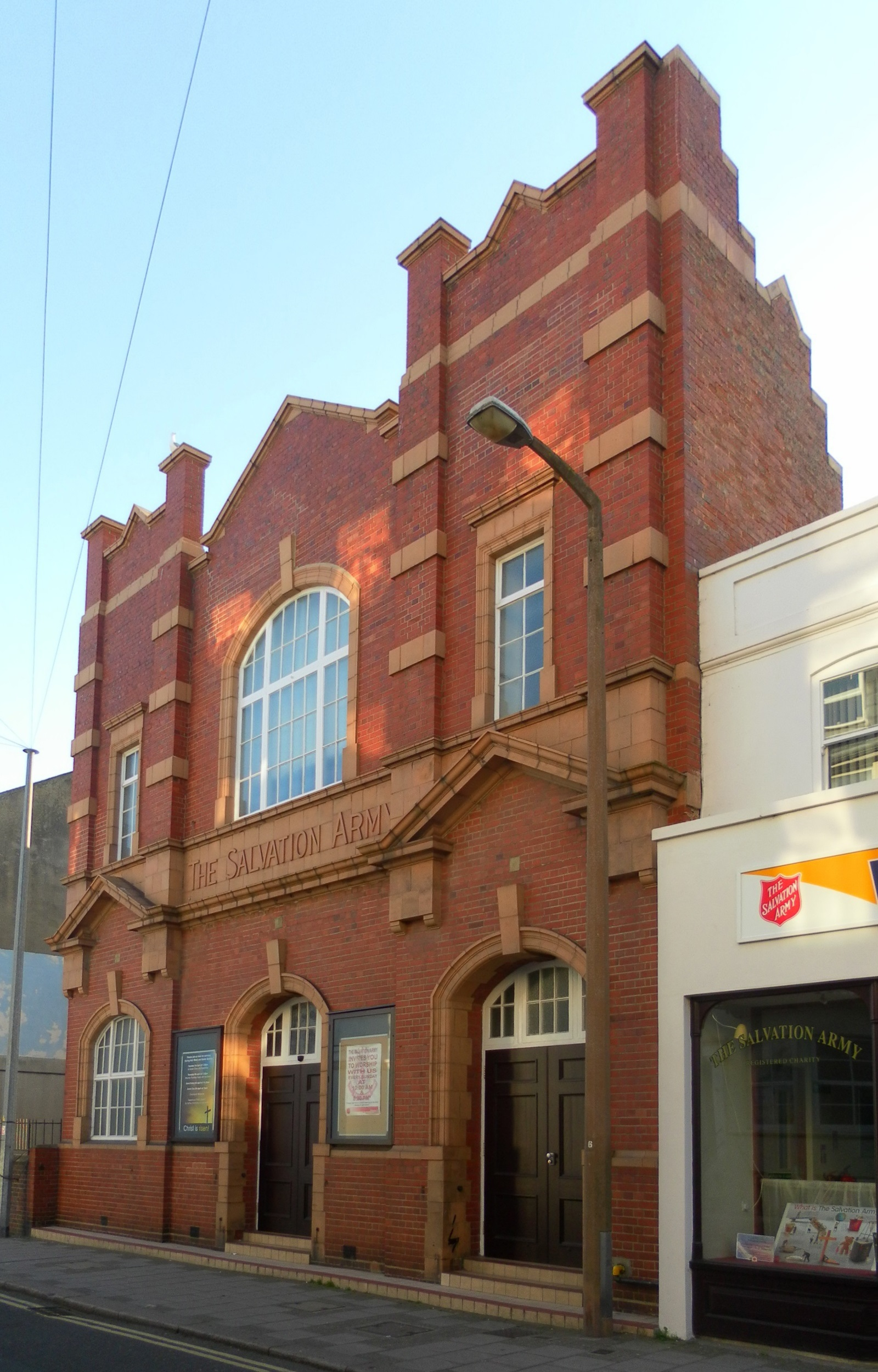
웨스트서식스주 워딩에 있는 자선 상점이 붙어 있는 구세군 요새 (영문).

구세군은 국제적인 운동이자 보편적 기독교 교회의 복음주의적 부분이다. 구세군의 메시지는 성경에 기반한다. 구세군의 사역은 하나님의 사랑에 의해 동기 부여된다. 구세군의 사명은 예수 그리스도의 복음을 전파하고, 차별 없이 그분의 이름으로 인간의 필요를 충족시키는 것이다.
초기 구세군의 신념은 《거룩함을 돕는 책》(Helps to Holiness)에 영향을 받았으며, 이 책은 한 세대에 걸쳐 구세군 영적 생활에 영향을 미쳤다.:57 구세군의 경전은 성경이며, 구세군의 신념은 다음 열한 가지 교리에 기반한다.
1. 우리는 구약과 신약 성경이 하나님의 영감으로 주어졌다고 믿으며, 오직 성경만이 그리스도인의 신앙과 실천의 신성한 규칙을 구성한다고 믿는다.
2. 우리는 오직 한 분의 하나님이 계시며, 그분은 무한히 완전하고, 만물의 창조자, 보존자, 통치자이시며, 종교적 예배의 유일한 합당한 대상이라고 믿는다.
3. 우리는 삼위일체 안에 성부, 성자, 성령 세 위격이 계시며, 본질에 있어서 분리되지 않고 권능과 영광에 있어서 동등하다고 믿는다.
4. 우리는 예수 그리스도의 인격 안에 신성하고 인간적인 본성이 연합되어 있다고 믿으며, 그리하여 그분은 참되고 합당하게 하나님이시며 참되고 합당하게 인간이시다.
5. 우리는 우리의 첫 조상이 무죄 상태로 창조되었으나, 불순종으로 인해 그들의 순결과 행복을 잃었으며, 그들의 타락의 결과로 모든 사람이 죄인이 되었고, 전적으로 타락하여 하나님의 진노에 정당하게 노출되었다고 믿는다.
6. 우리는 주 예수 그리스도께서 그의 고난과 죽음을 통해 온 세상을 위해 속죄를 이루셨으므로 그를 믿는 자는 누구든지 멸망하지 않고 영생을 얻을 것이라고 믿는다.
7. 우리는 하나님을 향한 회개, 우리 주 예수 그리스도에 대한 믿음, 그리고 성령에 의한 중생이 구원에 필요하다고 믿는다.
8. 우리는 우리 주 예수 그리스도에 대한 믿음을 통해 은혜로 의롭게 되었고, 믿는 자는 자기 안에 증거를 가지고 있다고 믿는다.
9. 우리는 구원의 상태에서의 지속은 그리스도에 대한 지속적인 순종적 믿음에 달려 있다고 믿는다.
10. 우리는 모든 신자가 온전히 성화되는 것이 특권이며, 그들의 온 영과 혼과 몸이 우리 주 예수 그리스도의 오심까지 흠 없이 보존될 수 있다고 믿는다.
11. 우리는 영혼의 불멸성, 육체의 부활, 세상 끝의 일반 심판, 의인의 영원한 행복, 그리고 악인의 끝없는 형벌을 믿는다.

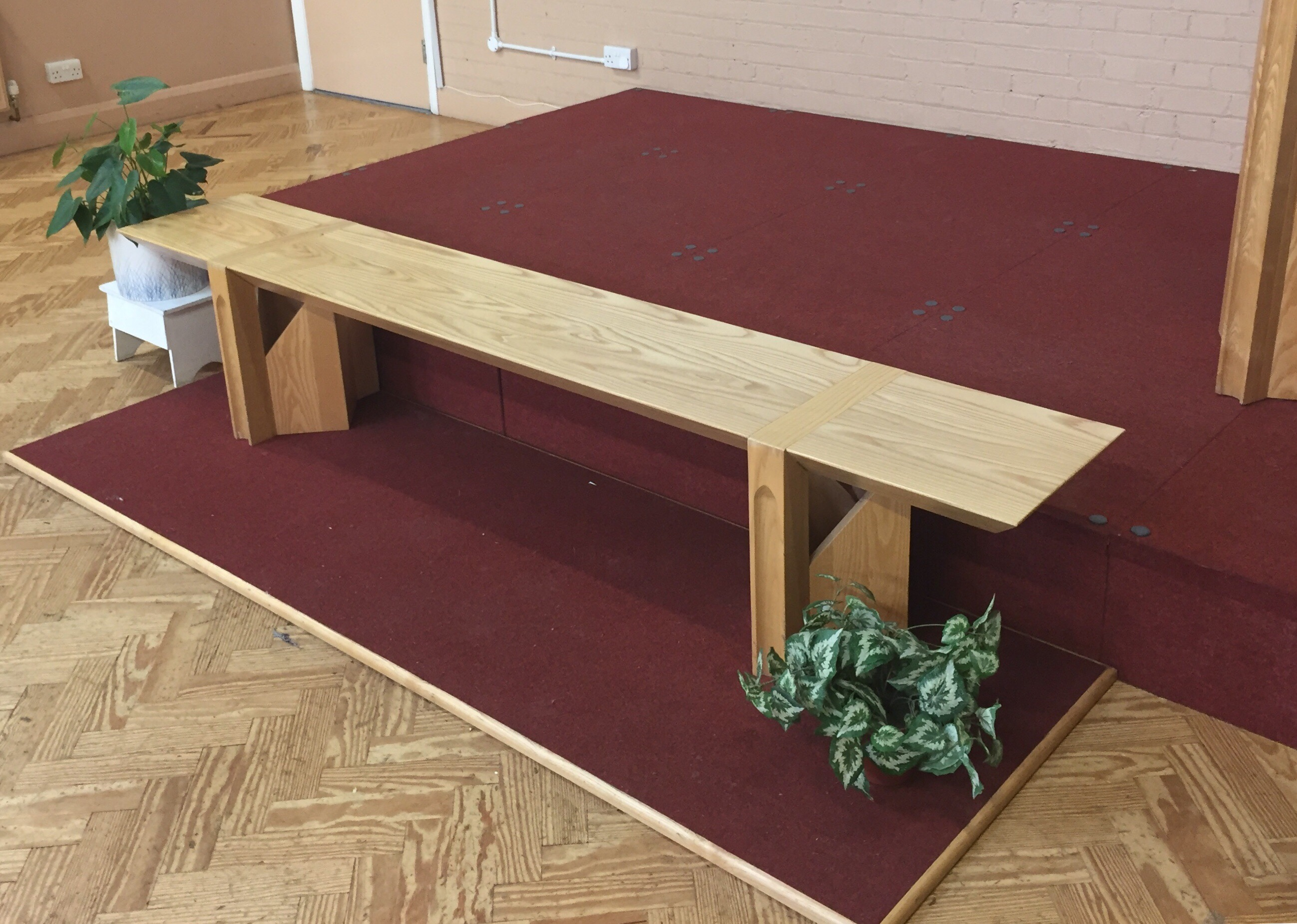
런던 구세군 교회에 있는 자비의 자리.

이 교단은 세례와 성찬과 같은 성사를 거행하지 않는다. 영적 성장에 필수적이거나 통합적인 측면을 검토하고 식별하기 위해 총장이 소집한 국제 영적 생활 위원회의 견해는, 제자도의 부르심을 받아 병사로 등록하는 것은 그리스도에 대한 지속적인 순종적 믿음의 삶으로 이어져야 한다는 것이다.:298 성찬에 대한 위원회의 심사숙고된 견해는 하나님의 은혜가 언제 어디서나 쉽게 접근할 수 있다는 것이며, 구세군원은 호스트 교회가 허락하는 경우 다른 기독교 교단의 예배에 참석할 때 성찬에 참여할 수 있다.
비록 사관들이 결혼식을 집례하지만, 구세군은 결혼이 그리스도에 의해 제정된 것이 아니므로 성사가 아니라는 전통적인 개신교 신념을 가지고 있다. 자비의 자리는 구세군 교회의 중심점이며, 하나님이 그의 백성을 부르시는 상징이자 헌신과 교제의 장소이며, 누구든지 기도하기 위해 무릎 꿇을 수 있다.

### 예배
구세군은 예배에 참석하는 누구에게도 구세군의 구성원(병사, 지지자, 사관 등)이 될 것을 요구하지 않는다. 구세군 교회의 예배는 다양한 활동을 특징으로 한다.
- 예배는 종종 사관의 환영 인사로 시작된다.
- 찬송가는 배경 음악과 함께 불린다.
- 성경에서 성경 봉독이 있다.
- 기도는 예배를 인도하는 사관이 이끈다.
- 수요에 따라 다른 방에서 주일학교가 운영될 수 있다.
- 헌금은 현금이나 봉투에 담긴 동전으로 모금된다.[26] 이를 "십일조와 헌금"이라고도 한다.
- 회중은 영광송을 부른다.
- 성경 봉독에 대한 설교가 이어진다.
- 예배는 축도로 마무리된다.

지역 영문은 보통 주일 예배에서 워십 곡과 구세군 공식 성가집의 전통적인 찬송가를 부른다. 음악은 종종 금관 밴드의 반주를 동반한다. 많은 미국 영문은 관객이 따라 부를 수 있도록 음악 가사를 보여주는 비디오 화면과 함께 주류 기독교 형식을 채택했다. 초기 구세군 밴드는 그들의 흥분과 대중적 매력으로 유명했으며, 현대 앙상블은 이러한 이념을 고수한다. 전통적인 찬송가는 빈야드 뮤직, 힐송, 플래닛 셰이커스 등 기독교 음악 출판사의 다른 음악 작품과 혼합된다.

### 병사 언약
병사 언약은 구세군의 신앙고백이다. 교회의 모든 구성원은 이 신조를 구독할 수 있다. 모든 사람은 병사로 등록되기 전에 문서에 서명해야 한다. 구성원들은 전통적으로 그리스도의 "병사"로 불려왔다. 이들은 이전에 "전쟁 조항"으로 알려졌으며, "나는 하나님의 자비로운 자비로 내게 베푸신 구원을 온 마음으로 받아들였으니, 이제 하나님 아버지를 나의 왕으로, 하나님 아들 우리 주 예수 그리스도를 나의 구주로, 하나님 성령을 나의 인도자, 위로자, 힘으로 인정하며, 그분의 도움으로 이 영광스러운 하나님을 시간 속에서 그리고 영원히 사랑하고 섬기고 예배하고 순종할 것입니다."라는 내용을 포함한다.

### 입장 성명
입장 성명은 다양한 사회 및 도덕적 문제에 대한 구세군의 정책을 설명한다. 이들은 구세군 국제 본부에서 신중하게 고려한다. 이들은 국제 도덕 및 사회 문제 위원회의 작업을 통해 파생된다. 구세군은 안락사와 조력자살에 반대한다. 낙태에 대한 공식 입장은 "구세군은 모든 인간 생명의 신성함을 믿으며, 각 개인을 무한한 가치로 여기고 각 생명을 소중히 여기고 양육하며 구속되어야 할 하나님의 선물로 여긴다. 인간 생명은 하나님의 형상으로 만들어졌고 영원한 운명을 가지고 있기 때문에 신성하다. (창세기 1:27) 신성함은 인간의 합의로 부여되거나 빼앗길 수 없다." 구세군의 공식 입장은 2010년에 강간 및 근친상간과 같은 경우에 예외를 인정했다. "또한 강간과 근친상간은 여성을 신체적, 감정적으로 침해하는 잔인한 행위이다. 이러한 상황은 임신 지속으로 인해 침해가 가중될 수 있으므로 중단을 고려할 수 있는 특별한 경우를 나타낸다." 또한 사형 제도에도 반대한다. "구세군은 사형의 도덕적 수용 가능성과 억지력으로서의 효과에 대해 구세군원들의 의견이 나뉘어 있다는 것을 인정한다. 그러나 전 세계 어느 곳에서든 사형의 지속 또는 복구를 어떤 방식으로든 옹호하는 것은 구세군의 목적과 일치하지 않으며, 모든 인간 생명은 신성하며 아무리 비참한 인간이라도 그리스도 안에서 새로운 사람이 될 수 있다는 구세군의 신념에 위배된다."
2012년 구세군 호주 지역은 동성애에 대한 자신들의 입장에 대한 부정적인 홍보를 받은 후 "동성애에 대한 입장 성명"을 발표했다.
성경은 하나님께서 인류를 위해 사회가 평생에 걸쳐 법적으로 승인된 이성애적 결합을 기반으로 질서 지어져야 한다고 가르친다.... 동성애적 성향은 그 자체로 비난받을 만한 것이 아니며, 의지에 따라 교정될 수 있는 것으로 보이지도 않는다.... 그러나 성경의 관점에서 볼 때 동성애적 실천은 분명히 용납될 수 없다. 그러한 활동은 선택된 행동이며 따라서 이성애적 충동이 통제되는 것과 같은 방식으로 통제될 수 있다. 동성애적 실천은 어떤 사람이라도 구세군에 완전한 회원(병사) 자격이 없게 만들 것이다.

2017년 12월 8일, 구세군은 모든 사람이 하나님의 형상으로 만들어졌고 가치가 동등하다는 기독교 신념과 인종차별이 "근본적으로 양립할 수 없다. 구세군은 세상이 다양한 문화와 민족으로 풍요로워진다고 믿는다."라고 명시한 인종차별에 대한 국제 입장 성명을 발표했다.

## 지역사회 서비스

### 재난 구호

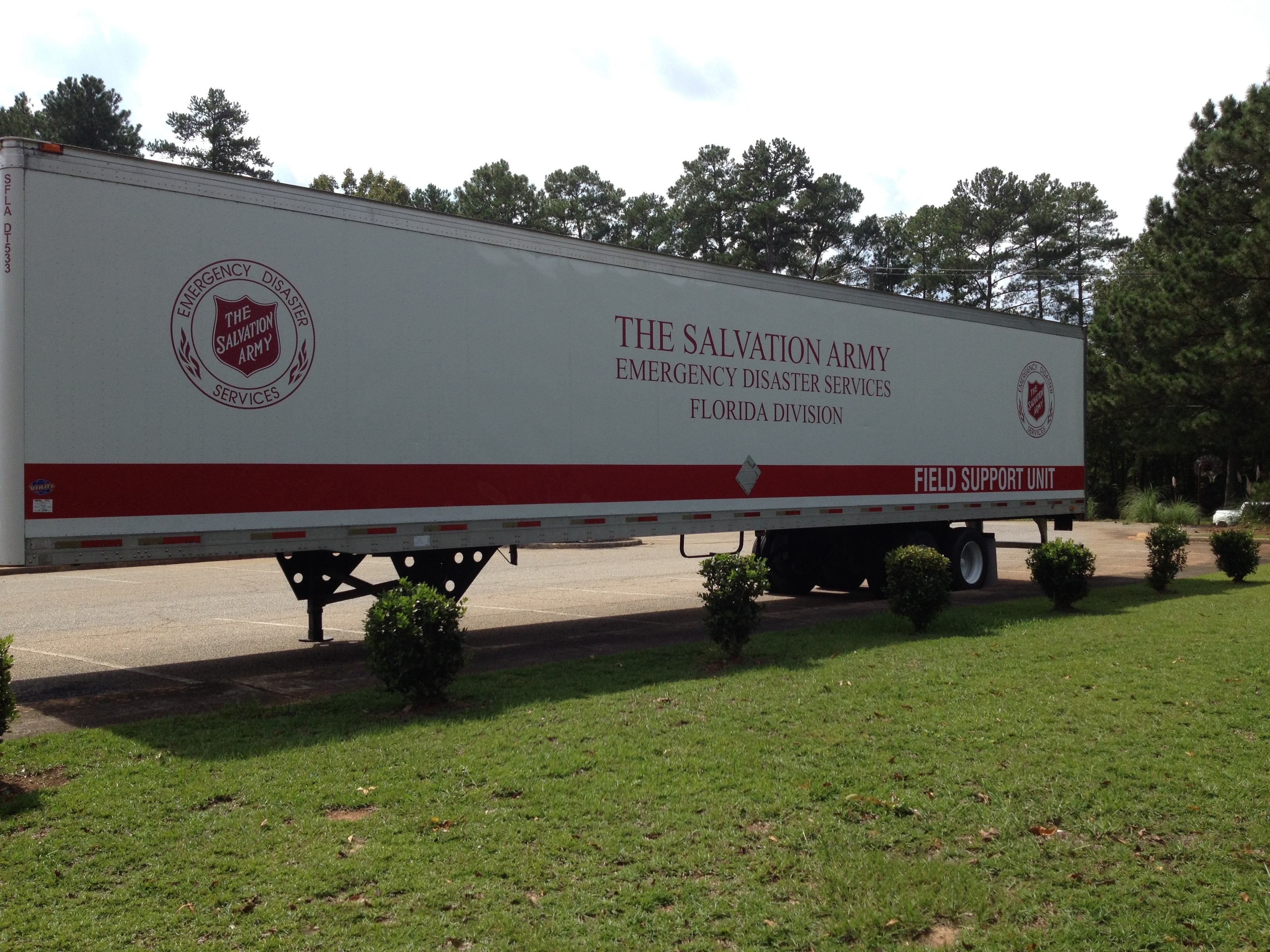
구세군 긴급 재난 트레일러

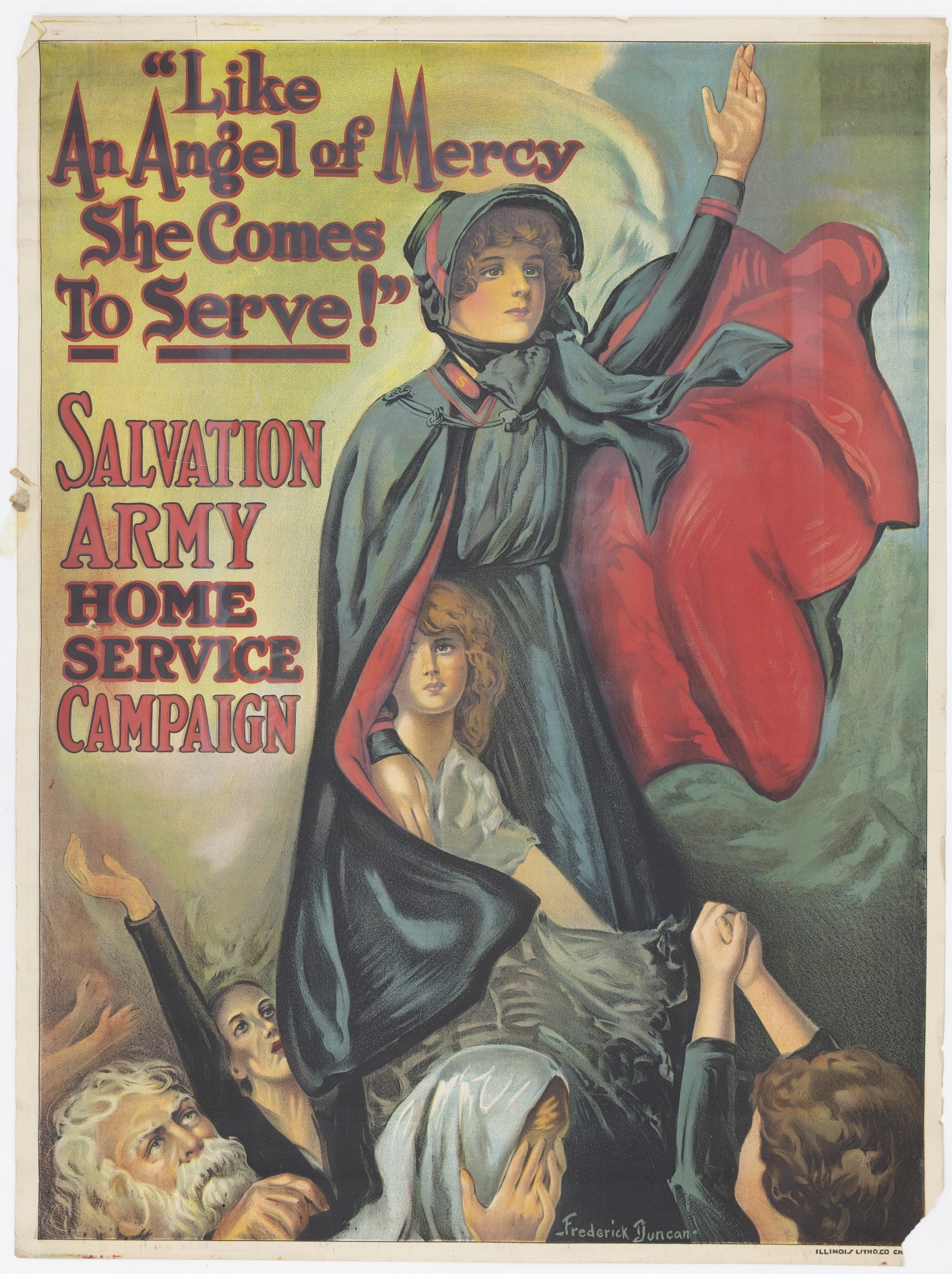
"천사처럼 봉사하러 온다!", 1914-1918

미국에서 구세군의 첫 주요 재난 구호 활동은 1900년 갤버스턴 허리케인과 1906년 샌프란시스코 지진이라는 비극에서 비롯되었다. 에반젤린 부스 대장은 제1차 세계 대전 중 우드로 윌슨 대통령에게 구세군원들의 봉사를 제안했다.
구세군은 비정부 구호 기관이다. 2004년 인도양 쓰나미 이후 재난 현장에 도착하여 사망자를 수습하고 매장하는 데 도움을 주었다. 이후 주택을 재건하고 사람들이 생계를 회복할 수 있도록 새 보트를 건조하는 데 기여했다. 허리케인 휴고와 허리케인 앤드루 이후에도 구호 단체들 사이에서 두드러졌다. 2005년 8월, 미국에서 폭염의 영향을 받은 빈곤층에게 식수를 공급했다. 2005년 후반에는 허리케인 카트리나와 허리케인 리타에 대응했다. 2006년 5월에는 인도네시아 지진 피해자들을 도왔다.

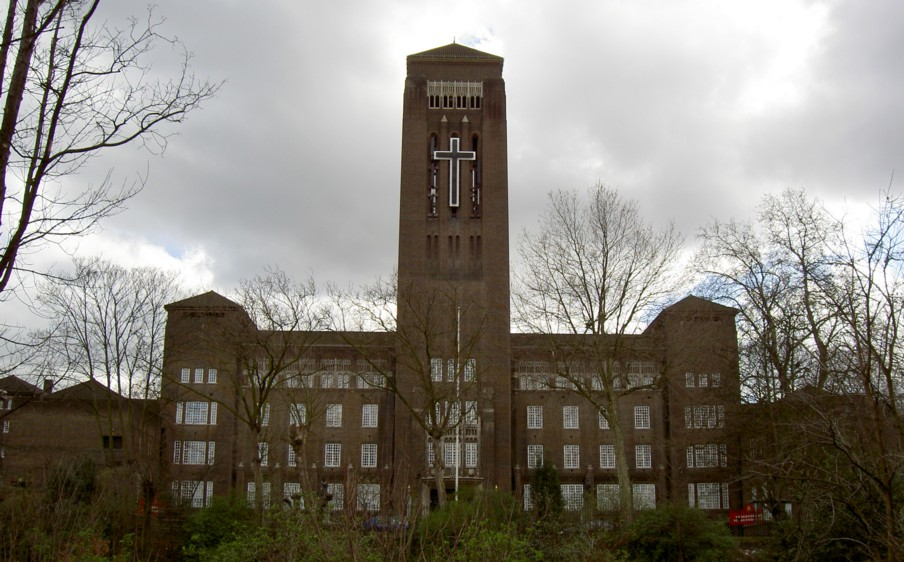
윌리엄 부스 기념 훈련 대학, 덴마크 힐, 런던: 영국 구세군 사관 훈련 대학

허리케인 카트리나가 걸프 해안을 강타한 이래, 구세군은 미국 거의 모든 주에서 170만 명 이상의 사람들을 돕기 위해 3억 6천5백만 미국 달러 이상의 기부금을 배정했다. 구세군의 허리케인 카트리나에 대한 즉각적인 대응에는 178개 이상의 식량 배급 유닛과 11개의 야전 주방 동원이 포함되었으며, 이들은 총 570만 개 이상의 따뜻한 식사, 830만 개 이상의 샌드위치, 간식 및 음료를 제공했다. 구세군의 SATERN(구세군 긴급 라디오 네트워크) 아마추어 햄 라디오 운영자 네트워크는 현대 통신이 끊긴 곳에서 25,000명 이상의 생존자를 찾는 데 도움을 주었다. 구세군 사목 상담사들은 277,000명의 개인의 정서적, 영적 필요를 위로하기 위해 현장에 있었다. 이 노력의 일환으로 구세군 사관, 직원 및 자원봉사자들은 90만 시간 이상의 봉사 시간을 기여했다.
구세군은 2001년 뉴욕시 9·11 테러 현장에 가장 먼저 도착한 구호 기관 중 하나였다. 또한 실종자 가족을 위한 기도 지원도 제공했다.
구세군은 미국 적십자사, 남침례회 및 기타 재난 구호 단체들과 함께 재난 활동 자원봉사 단체 전국 협의회(NVOAD)의 회원이다.
전 세계적으로 구세군은 미국의 긴급 재난 서비스에 대한 긴급 서비스를 지원한다. 이들은 이동식 급식 차량으로, 산불, 홍수, 육상 탐색 및 경찰, 소방, 구급대원, 주 비상 서비스 대원들이 수행하는 기타 크고 작은 비상 작전 시 긴급 서비스 대원들과 일반 대중에게 음식과 기타 복지를 제공한다. 자원봉사자와 사관들이 급식 서비스를 운영한다. 이들은 긴급 서비스가 4시간 이상 현장에 있었거나 4대 이상의 소방 차량이 출동하는 경우에 출동한다.

### 가족 찾기 서비스
가족 찾기 서비스(때로는 실종자 서비스라고도 함)는 1885년에 설립되었으며, 현재 구세군이 운영하는 대부분의 국가에서 이용할 수 있다. 찾기 서비스의 목표는 최근 또는 먼 과거에 연락이 끊어진 가족 관계를 복원(또는 유지)하는 것이다. 매년 수천 명의 사람들이 친척을 대신하여 찾아진다.

### 청소년 단체

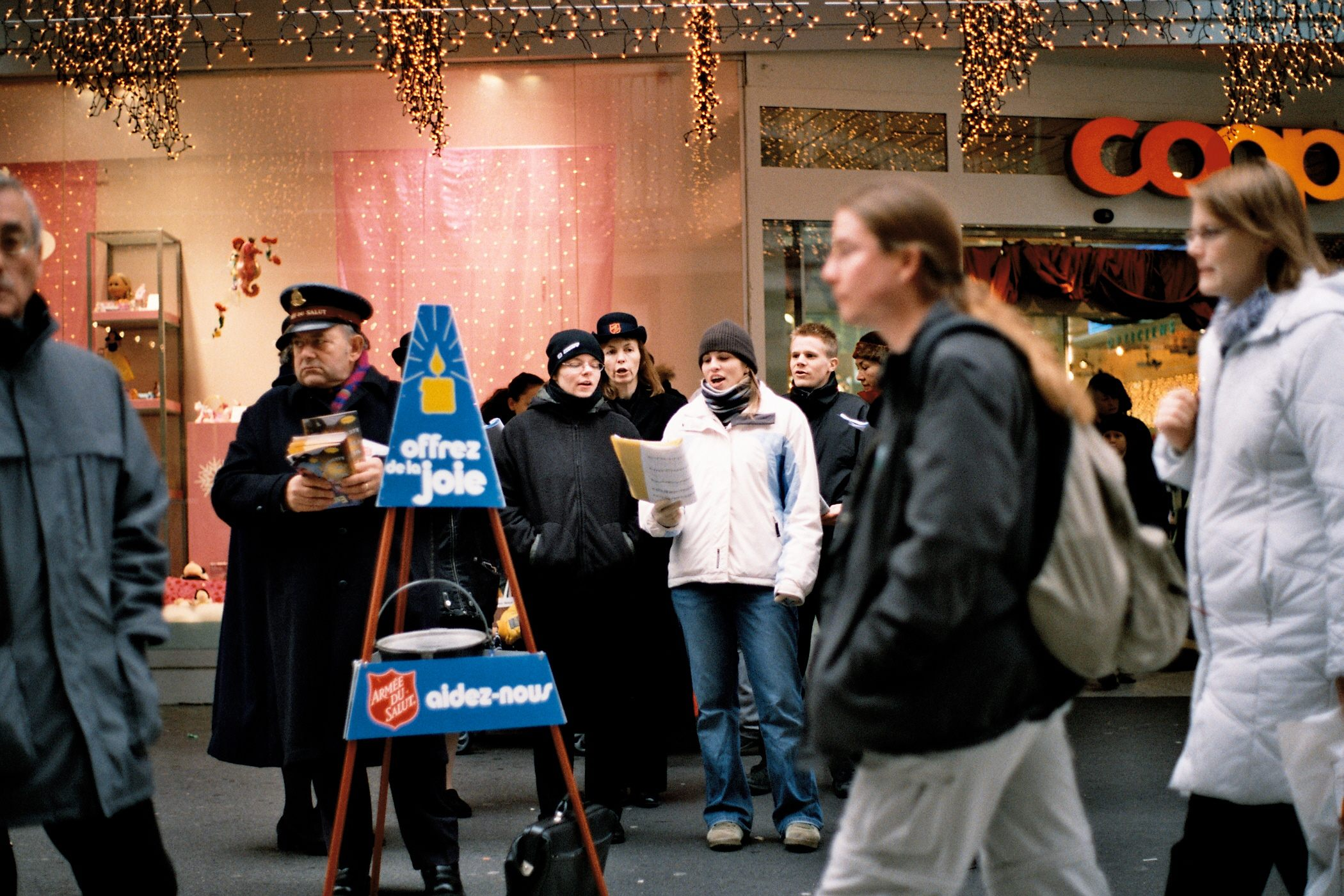
로잔 거리의 종소리 봉사자들.

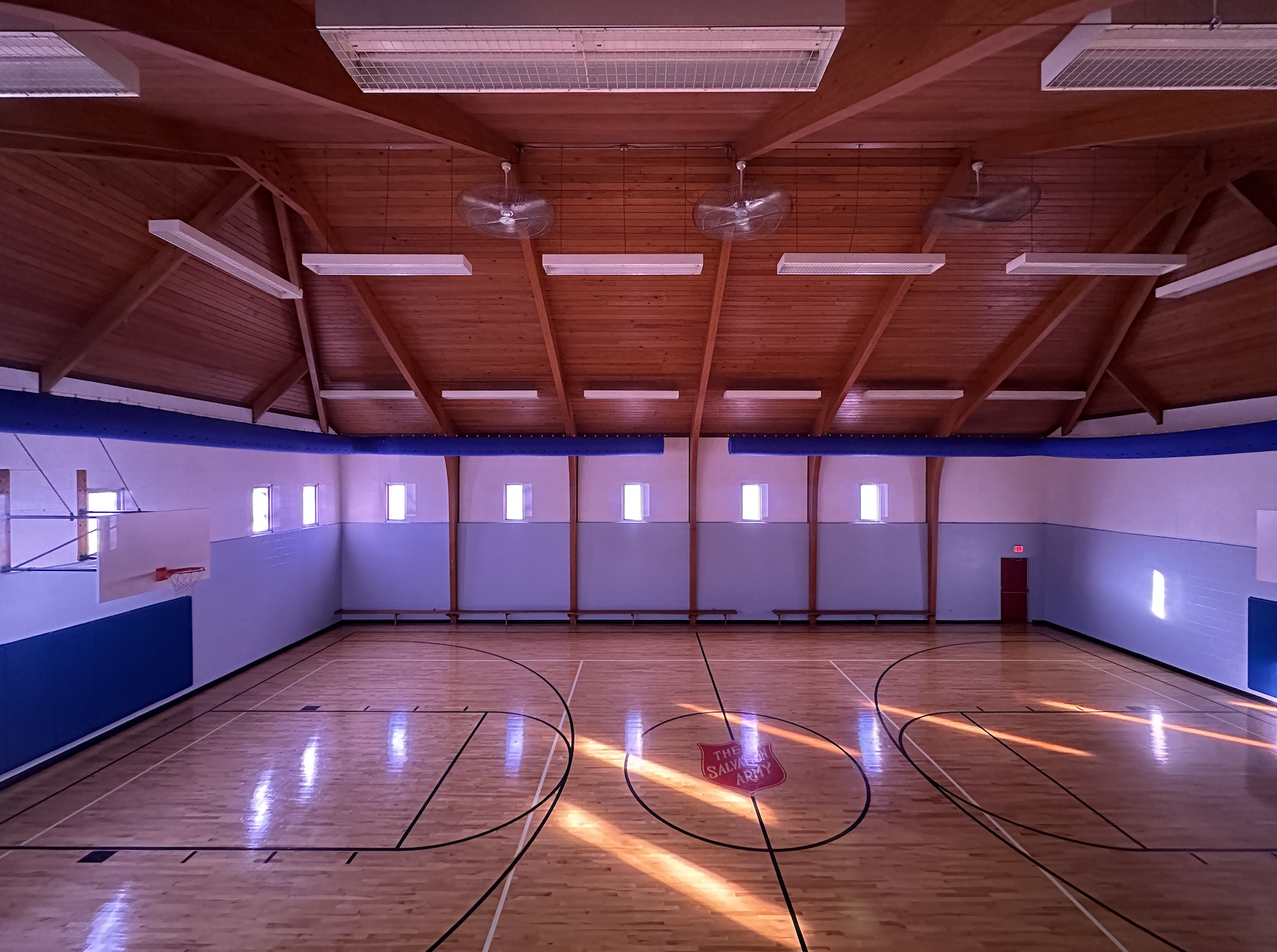
구세군 체육관

구세군에는 주로 주일학교와 스카우트 및 걸스카우트 단으로 구성된 많은 청소년 단체가 있다. 스카우트 및 걸스카우트 단은 구세군과 제휴하고 후원하지만, 누구에게나 개방된 단위이다. 이 단위/단은 기독교 기준을 준수하고 젊은이들이 기독교 신앙을 탐구하고 발전시키도록 격려한다. 일부 지역에는 구세군 경비대 및 군단 협회(SAGALA)가 있다. 미국에서는 여아를 위한 청소년 단체가 소녀 경비대(연장자 소녀)와 햇살 소녀(어린 소녀)로 알려져 있다. 어드벤처 코어는 1학년부터 8학년까지 학교에 등록된 소년을 위한 단체이며, 때로는 레인저스(6~8학년)와 탐험가(5학년 이하)로 나뉜다.

#### 영국 알로브
21세기에 영국 구세군은 청소년을 위한 지부인 알로브(Alove)를 만들었다. 이는 새로운 세대를 위한 구세군이다. 그 목적은 교회의 청소년과 그들의 공동체가 그들만의 방식으로 자신과 신앙을 표현하도록 자유롭게 하는 것이다. 그들의 사명 선언문은 "역동적인 신앙, 급진적인 삶의 방식, 모험적인 선교, 그리고 정의를 위한 싸움으로 한 세대를 부른다"이다. 이는 예배, 제자도, 선교, 그리고 사회적 행동을 강조한다. 알로브는 국립 자원 청소년 서비스 위원회(NCVYS)의 회원이다.

### 착취 반대 운동
구세군은 영국 서비스 현대 노예제 헬프라인(전화 0800 0121 700)과 협력하여 노동이나 이익을 위해 착취당한 사람들을 돕기 위해 전문가 팀과 함께 일한다. 이 단체는 또한 461개의 호스텔과 20개의 난민 프로그램을 운영하여 노숙자들을 돕는다.

### 코로나19 구호 활동
2020년 코로나19 팬데믹 기간 동안 구세군은 미국에서 224,603,024끼의 식사와 1,822,412개의 개인 보호 장비 공급 키트를 기부했다.

## 역사

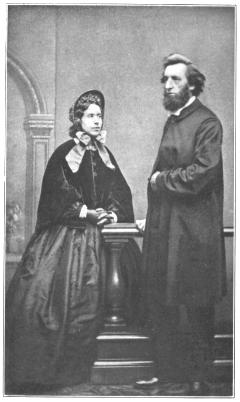
구세군 창시자, 캐서린 부스와 윌리엄 부스

구세군은 1865년 런던 이스트엔드오브런던에서 한때 감리교 개혁교회 목사였던 윌리엄 부스와 그의 아내 캐서린 부스에 의해 동런던 기독교 선교회로 설립되었으며, 이 이름은 1878년까지 사용되었다. "구세군"이라는 이름은 1878년 5월 19일과 20일에 있었던 사건에서 유래했다. 윌리엄 부스가 그의 비서 조지 스콧 레일턴에게 편지를 구술하면서 "우리는 자원 군대입니다."라고 말했다. 브램웰 부스는 아버지의 말을 듣고 "자원? 저는 자원자가 아니라 정규군입니다!"라고 말했다. 레일턴은 "자원"이라는 단어를 지우고 "구세"라는 단어로 대체하도록 지시받았다. 구세군은 군대를 모델로 하여 자체 깃발(또는 군기)과 자체 찬송가를 가지고 있었는데, 찬송가는 종종 술집에서 불리던 인기 있는 민요 곡조에 가사를 붙인 것이었다. 부스와 "하나님의 군대"의 다른 병사들은 집회와 사역 활동을 위해 구세군 제복을 입었다. 그는 "대장"이 되었고 그의 다른 사역자들은 "사관"으로서 적절한 계급을 부여받았다. 다른 구성원들은 "병사"가 되었다.
윌리엄 부스가 대장으로 알려지면서, 캐서린은 "구세군의 어머니"로 불렸다. 윌리엄은 런던의 가난한 사람들, 즉 매춘부, 도박꾼, 알코올 중독자들을 기독교로 개종시키는 데 동기를 부여받았는데, 이들은 정중한 기독교 사회에서는 환영받지 못하는 "부적절한" 사람들이었다. 캐서린은 부유한 사람들에게 강연하며 그들의 사역을 위한 재정 지원을 얻었다. 그녀는 또한 당시로서는 드물게 종교 사역자로서 활동했다. 기독교 선교회의 설립 증서에는 여성이 남성과 동일한 설교 권한을 가진다고 명시되어 있다. 윌리엄 부스는 조직의 접근 방식을 다음과 같이 설명했다. "3S는 구세군이 '낙오자'들을 어떻게 돌보았는지를 가장 잘 나타낸다. 첫째는 수프(soup), 둘째는 비누(soap), 그리고 마지막으로 구원(salvation)이다."
1880년, 구세군은 호주, 아일랜드, 미국 세 다른 국가에서 활동을 시작했다. 구세군원들은 1880년에 미국으로 향했다. 조지 스콧 레일턴과 그의 팀은 1880년 3월 14일 해리 힐의 버라이어티 극장에서 활동을 시작했다. 첫 번째 주목할 만한 개종자는 술에 취해 여러 번 유죄 판결을 받아 판사가 그에게 구세군에 참석하라는 선고를 내린 애시배럴 지미였다. 뉴욕의 영문은 지미의 재활 결과로 설립되었다. 새로운 나라에서 구세군을 시작한 것은 항상 구세군 사관이었던 것은 아니다. 때로는 구세군원들이 다른 나라로 이주하여 자신들의 권한으로 "구세군"으로 활동을 시작하기도 했다. 첫 공식 사관들이 호주와 미국에 도착했을 때, 그들은 이미 그들을 기다리고 있던 구세군원들을 발견하고 서로 협력하기 시작했다. 구세군의 조직적인 사회 사업은 1883년 12월 8일 전과자를 위한 집을 설립하면서 호주에서 시작되었다. 구세군은 1885년부터 이민을 장려했으며, 1980년대까지 이 사업을 계속했다. 구세군 자체 자료에 따르면, 구세군은 "20세기 전반기 가장 큰 자발적 이민 단체로, 영국 제도에서 영국 제국 영토로 약 25만 명의 사람들이 이민하는 것을 도왔다."
1891년, 윌리엄 부스는 에식스주 해들리에 농장 식민지를 설립하여 사람들이 런던 이스트 엔드의 과밀한 빈민가를 벗어날 수 있도록 했다. 자체 시장 밭, 과수원, 우유 생산을 갖춘 완전한 농장은 기본적인 건축 및 가사 노동 훈련을 제공했다.
구세군의 주요 개종자들은 처음에는 알코올 중독자, 모르핀 중독자, 매춘부, 그리고 예의 바른 기독교 사회에서 환영받지 못하는 다른 "부적절한" 사람들이었는데, 이는 부스 부부가 자신들의 교회를 시작하게 된 계기가 되었다. 부스 부부는 구세군 예배 형식에서 성사(주로 세례와 성찬)의 사용을 포함하지 않았는데, 이는 많은 그리스도인들이 영적 은혜 그 자체보다는 은혜의 외적인 표징에 의존하게 되었다고 믿었기 때문이다. 다른 신념으로는 회원들이 술을 완전히 삼가야 하며(성찬은 행하지 않음), 흡연, 불법 마약 복용, 도박을 하지 않는다는 것이다. 병사들은 그들이 활동하는 국가에 맞춰진 제복을 입는데, 제복은 흰색, 회색, 남색, 황갈색일 수 있으며 일부 지역에서는 사리 형태로도 제작된다. 일반 대중이라면 누구나 그들의 모임에 참석할 수 있다.
구세군이 19세기 후반에 급속히 성장하면서 영국에서는 반대가 일어났다. 스켈레톤 아미라는 이름으로 뭉친 반대자들은 구세군 집회를 방해하고 돌, 뼈, 쥐, 타르 등을 던지며 구세군원들을 폭행하는 전술을 사용했다. 이러한 반대의 상당 부분은 구세군의 금주 운동과 술집, 공공 주점 이용자들을 대상으로 하는 활동 때문에 사업을 잃고 있던 술집 주인들이 주도했다.

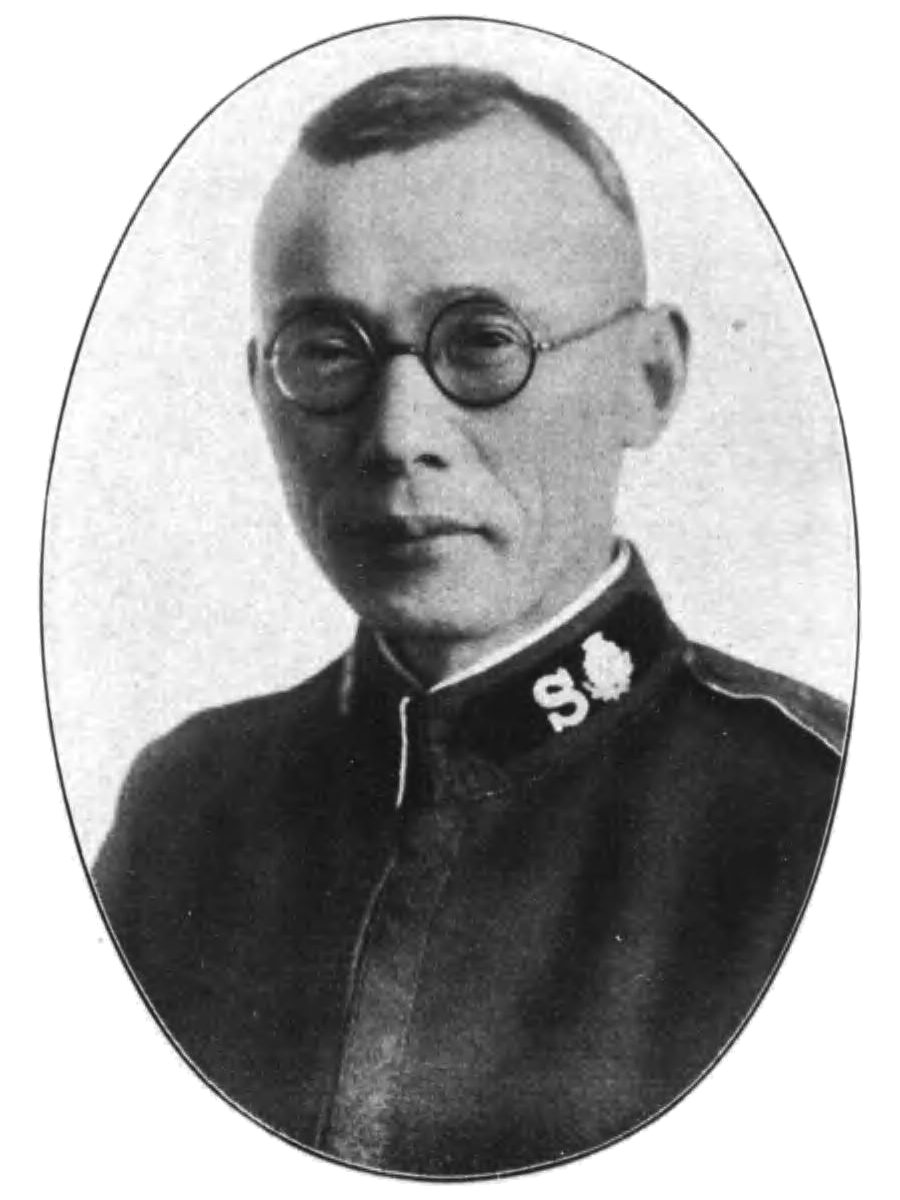
야마무로 군페이, 구세군 최초의 일본인 사관

1882년, 구세군은 아시아에서 첫 전초 기지를 인도에 세웠다. 구세군은 또한 1879년에 호주, 1895년에 일본, 1915년에 중국에 전초 기지를 설립했다.

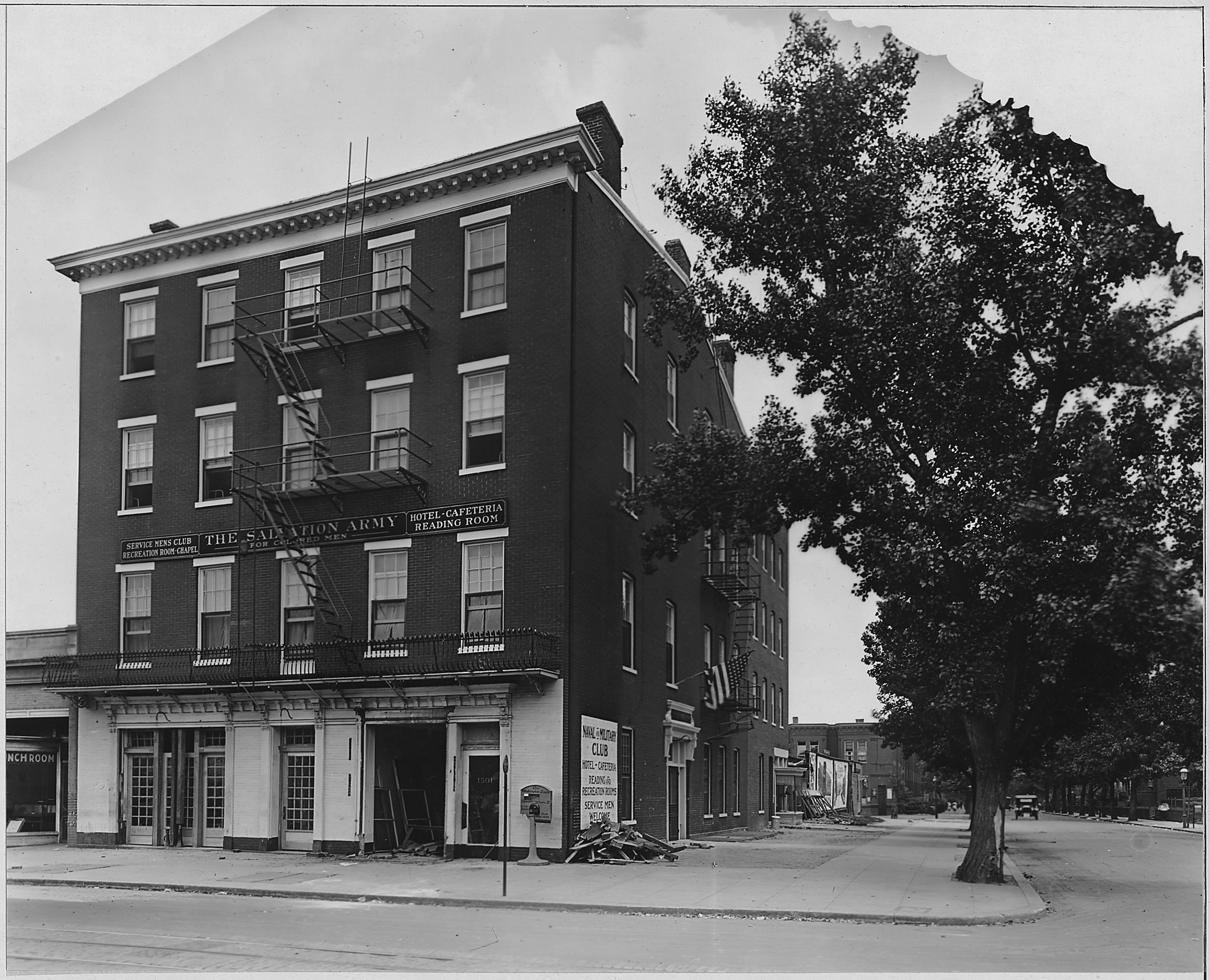
워싱턴 D.C. 구세군이 운영하는 유색인 남성을 위한 호텔 및 카페테리아, 약 1917년

구세군의 미국 내 명성은 1900년 갤버스턴 허리케인과 1906년 샌프란시스코 지진 이후의 재난 구호 활동으로 인해 향상되었다.
오늘날 미국에서만 크리스마스 전 몇 주 동안 붉은 냄비와 함께 25,000명 이상의 자원봉사 종소리 봉사자들이 소매점 근처에 배치되어 크리스마스 캐롤을 연주하거나 부르거나 종을 울려 지나가는 사람들이 붉은 냄비에 현금과 수표를 기부하도록 유도한다. 이 교회는 전 세계 여러 지역에서 여전히 매우 눈에 띄고 때로는 논란의 여지가 있는 존재로 남아 있다.
구세군은 기독교청년회, 기독교여자청년회, 전국 가톨릭 지역사회 서비스, 전국 유대인 복지 위원회, 전국 여행자 지원 협회와 함께 USO를 구성하는 원래의 6개 단체 중 하나였다.
국립 구세군 주간은 드와이트 D. 아이젠하워 대통령이 1954년 11월 24일에 제정했으며, 지난 75년간 미국에서 구세군의 활동을 기리도록 사람들에게 권장했다.

### 도넛의 날 역사
1917년 제1차 세계 대전 중 250명이 넘는 구세군 자원봉사자들이 프랑스 주둔군 막사로 가서 도넛을 포함한 보급품과 구운 음식을 제공했다. 군인들에게 도넛을 제공했던 여성들은 군용 헬멧에 도넛을 튀겼다. 그들은 "도넛 라씨"(Doughnut Lassies)로 알려졌으며, 미국에서 도넛을 대중화시킨 공로를 인정받았다. 현재 내셔널 도넛 데이는 매년 6월 첫째 금요일에 미국에서 기념되며, 이는 1938년 시카고에서 시작된 전통으로, 제1차 세계 대전 중 군인들에게 도넛을 제공했던 이들을 기리기 위한 것이다.

### 구세군 해군
1911년, 뉴욕시 건축가 브래드포드 길버트는 요트 '제리 매컬리(The Jerry McAuley)'를 구세군에 기증했다. 제리 매컬리는 개심한 범죄자였으며, 로어맨해튼에 매컬리 워터 스트리트 선교회(현재 뉴욕시 구조 선교회)를 설립했다. 그는 또한 길버트 부인의 첫 번째 남편이었다. 두 개의 선실을 가진 35피트짜리 이 모터보트는 미국 구세군 해군의 첫 번째 선박이었다. 당시 스칸디나비아에는 이미 두세 척의 유사한 선박이 있었다. 이 선박의 목적은 "대서양 연안을 여름에는 북쪽으로, 겨울에는 남쪽으로 순항하며 항구의 선원들 사이에서 선교 활동을 하는 것"이다. 6명의 승무원이 있었고, 선장은 복음 전도자 닐스 에릭슨 소령이었다.

### 보호 업무
구세군이 노예제와 인신매매 퇴치 활동에 참여한 것은 윌리엄 부스가 1885년 <워 크라이>에 편지를 발표한 것으로 거슬러 올라간다. 같은 해 매춘굴에서 도망친 한 여성이 구세군 본부 문을 두드리며 브람웰 부스에게 도움을 요청했다.
구세군이 보호 활동에 참여하게 된 초기 전조는 캐서린 부스가 소녀 보호를 위한 의회 법안에 대해 빅토리아 여왕에게 편지를 쓴 것이었다. 보호 법안은 새로운 의회 법안인 "공공 일반 법, 여성 및 소녀 보호, 매춘굴 억제 및 기타 목적에 대한 추가 규정 제정 법(일명 1885년 형법 개정법)"에 의해 강화되었으며, 1885년 8월 14일 왕실 재가를 받았다. 구세군은 이 법안 통과에 관여했다. 그들의 활동에는 청원(34만 명의 서명을 받아 제복을 입은 구세군원 8명이 하원 의사당에 제출), 대규모 집회, 아동 매춘 조사 등이 포함되었다. 팰 몰 가제트의 W.T. 스테드는 1885년에 현대 바빌론의 처녀 공물에 대한 기사를 써서 아동 매춘의 실태를 폭로하는 캠페인을 시작했다. 여기에는 엘리자라는 소녀를 5파운드에 조달하는 것이 포함되었다. 그녀는 구세군의 보호를 받았고 프랑스로 보내졌으며, 이후 바우 스트리트에서 스테드와 리베카 재럿(엘리자 "판매"를 주선한 매춘부)의 재판에서 핵심 증인으로 증언했다. 둘 다 6개월의 징역형을 선고받았다.
일본에서 새로 설립된 구세군도 채무 담보 시스템에서 비롯된 아동 매춘에 직면했다. (거의 아무도 이해할 수 없는 고전 일본어로 작성된) 황실 칙령은 소녀들의 자유권을 선언했으며, 개척 구세군원 야마무로 군페이는 이를 구어체로 다시 작성했다. 그의 아내 키에는 매춘을 포기하고 싶어하는 소녀들을 위한 거처를 제공하는 소녀의 집을 담당했다. 1900년 10월 2일에 통과된 황실 칙령은 매춘을 포기하고 싶어하는 여성은 가장 가까운 경찰서에 가서 요청하기만 하면 된다고 명시했다.

## 한국 선교

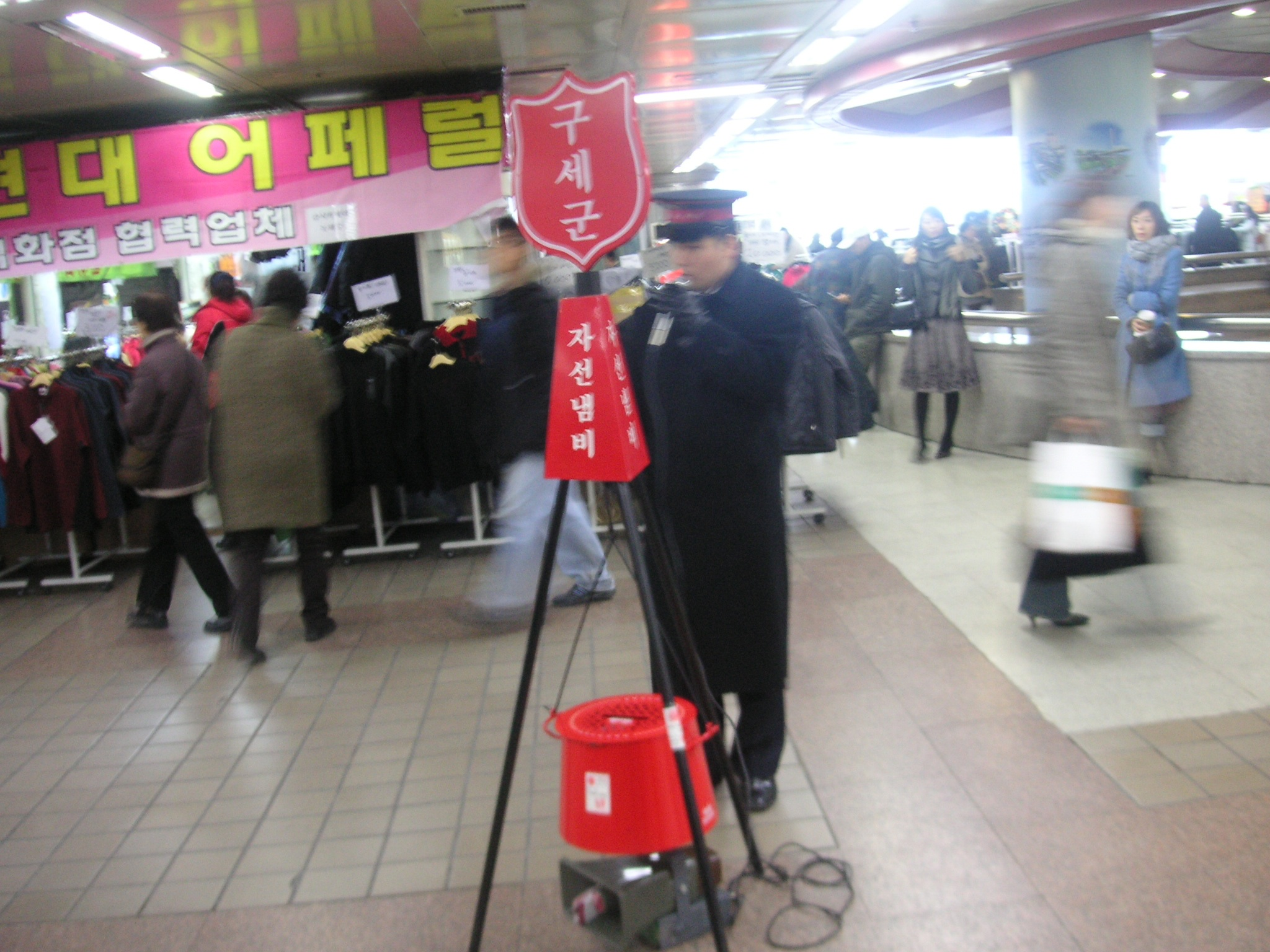
한국 구세군

1908년 10월 영국인 로버트 호가드(Robert Hoggard, 한국 이름은 허가두) 정령에 의해 한국에 전파되어 자선냄비를 통한 모금 활동, 재해 구호, 후생원(보육시설) 운영 등의 자선 사업, 정기간행물(구세공보) 발간을 통한 문서선교 등을 하고 있으며, 서울 남대문 인근 등에 설립된 구세군교회(영문)도 존재한다.

## 조직 구조

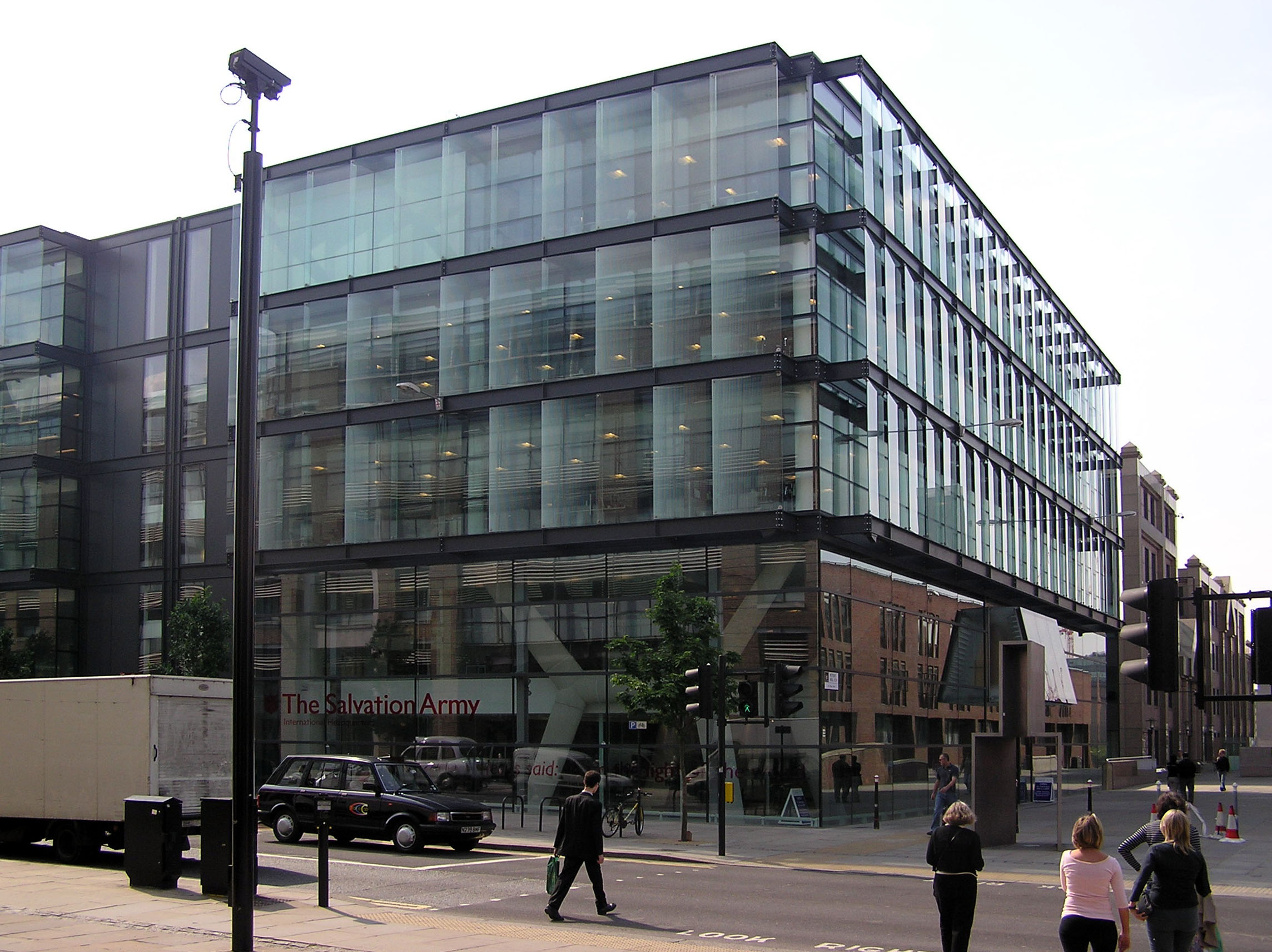
런던에 있는 구세군 국제 본부

구세군은 133개국에서 활동한다. 대장은 구세군의 수장이다. 이 조직은 지리적으로 아메리카 및 카리브해, 유럽, 남아시아, 남태평양 및 동아시아, 아프리카의 다섯 지역으로 나뉜다. 영국 런던에 있는 국제 본부의 "지역 부서"는 전 세계 지역과 지휘부의 본부이다.
각 지역은 다시 하위 지역으로 나뉘고, 그 하위 지역은 다시 사단으로 세분된다. 일부 지역은 여러 국가를 포괄하며(예: 이탈리아와 그리스), 일부 국가는 여러 지역을 가질 수 있다(예: 호주 동부 및 호주 남부). 더 넓은 지역에는 사단의 하위 구분으로 지역 및 구역 사령부가 존재한다. 각 지역에는 THQ(Territorial Headquarters)로 알려진 행정 허브가 있다. 각 사단에는 DHQ(Divisional Headquarters)가 있다. 이러한 각 지역은 런던 구세군 국제 본부로부터 명령을 받는 지역 사령관이 이끈다.

### 최고 평의회
최고 평의회에서 발생하는 대부분의 일은 1931, 1963, 1968, 1980에 명시된 영국 법률의 지배를 받는다. 2013년 최고 평의회는 118명의 구성원(여성 62명, 남성 56명)으로 이루어졌는데, 이들은 참모총장, 모든 현직 참령 및 지역 지도자(일부 지역은 대령이 이끌기도 함)로 구성되었으며, 이들 각자는 새로운 대장을 선출하는 유일한 목적으로 참모총장의 소집을 받았다.

### 유산 센터
유산 센터는 구세군이 운영하는 박물관으로, 구세군 역사의 전시물과 역사 문서를 소장하고 있다. 유산 센터는 구세군의 삶과 활동에 대한 자료를 수집, 보존, 목록화, 연구, 공유한다. 런던 국제 유산 센터는 특정 지역의 건물에 대한 자세한 정보를 제공할 수 있다. 또한 구세군 기록물 트위터 피드를 관리한다.

### 관련 법률
다양한 구성 문서가 구세군의 다양한 측면에 적용된다. 영국 의회에서 통과된 법률은 다음을 포함한다.
- 1931년 구세군법은 여러 조항을 포함하며,[1] 첫째, 대장직이 공석이 될 경우 새로운 대장을 선출하기 위해 최고 평의회가 소집되어야 하고, 자선 신탁으로 보유된 재산의 관리권을 재편성했다.[83] 이는 모든 재산을 이전에 대장에게 귀속되었던 구세군 신탁 회사를 설립하여 보유하도록 하는 것이었다. 제4조는 현직 대장이 퇴임 의사를 통지하는 것과 관련이 있다.[84]
- 1963년 구세군법[85]은 구세군 사관을 위한 비기여 연금 기금을 설립했다.
- 1968년 구세군법은 구세군 신탁 관리에 관한 것이다.[86]
- 1980년 구세군법은 구세군 활동을 계속하기 위해 구세군 헌법을 개정하고 통합했다.[87]
  - 부록 1은 구세군의 종교 교리를 다루었다.
  - 부록 2는 공동 투자 계획 및 중앙 재정 위원회 설립과 관련이 있었다.
  - 5부에서는 대장 선출을 다루었다.

### 회원 수

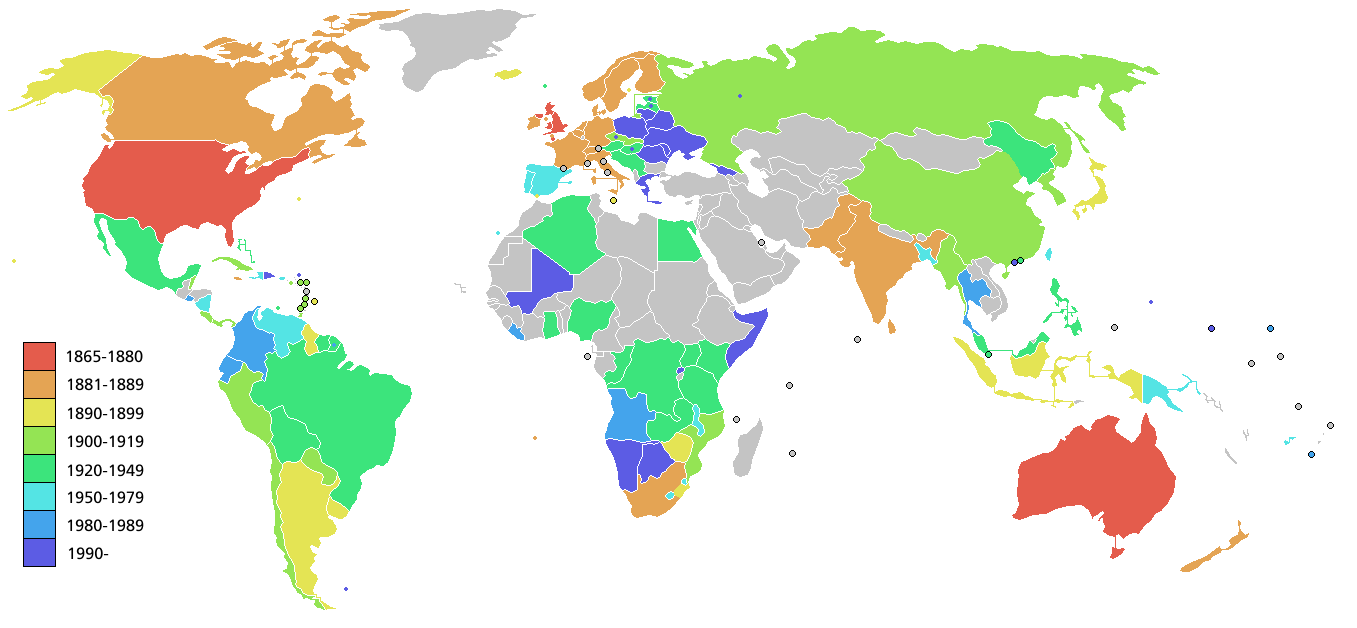
구세군의 전 세계적 확장

2018년 연감의 회원 통계는 다음과 같다. 직원 111,859명, 현역 사관 17,168명, 은퇴 사관 9,775명, 사관 후보생 1,050명, 지지자 175,811명, 청소년 병사 411,327명, 성인 병사 1,182,100명. 이전 회원 통계(2010년 연감 인용)에는 현역 및 은퇴 사관 16,938명과 9,190명, 영문 사관 후보생 39,071명, 그리고 450만 명 이상의 자원봉사자가 포함된다. 구세군 회원에는 "지지자"도 포함되는데, 이들은 병사가 되려는 헌신은 하지 않지만 구세군을 자신의 교회로 인정하는 사람들이다. (2006년 구세군 연감에 따르면, 미국에는 성인 병사 85,148명, 청소년 병사 28,377명, 지지자 17,396명, 직원 약 6만 명이 있다.)

### 지도부
린든 버킹엄 대장은 2023년 8월 3일부터 구세군의 세계 지도자였다.

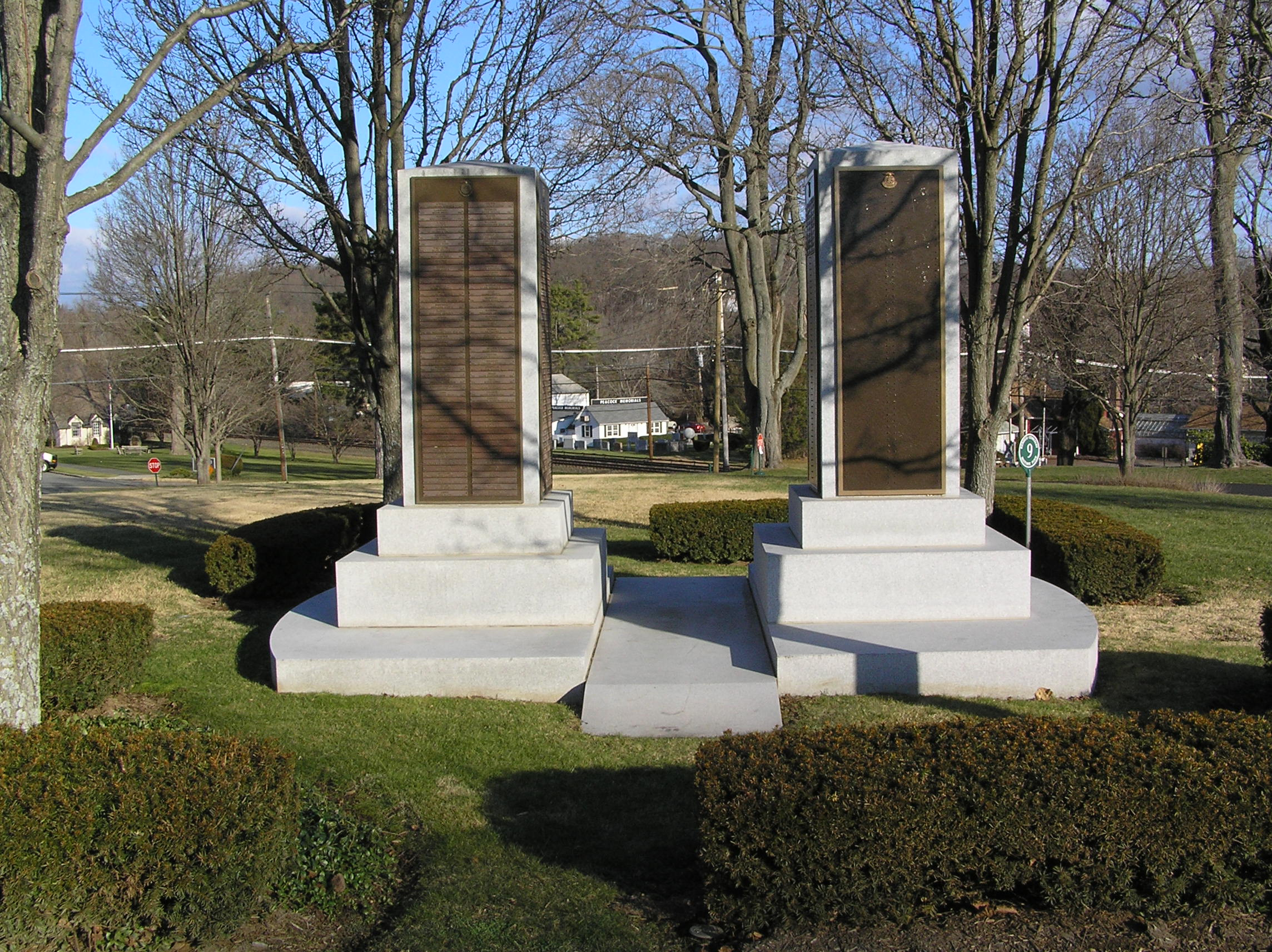
켄시코 묘지에 있는 구세군 기념비

### 구세군 국제 대회
구세군 국제 대회는 전 세계 구세군원들이 만나는 회의로, 보통 10년마다 개최된다. 첫 번째 회의는 1886년 5월 28일부터 6월 4일까지 영국 런던에서 열렸으며, 이후 의회 회의는 1904년까지 불규칙적으로 개최되다가 1990년부터 다시 개최되었다. 2000년 6월 28일부터 7월 2일까지 미국 조지아주 애틀랜타에서 열린 제7차 국제 대회는 영국 외에서 개최된 첫 번째 대회였다. 가장 최근의 국제 대회는 구세군 창립 150주년을 기념하여 2015년 7월 1일부터 5일까지 런던에서 열렸다.

### 러시아에서의 활동
러시아에서 구세군은 1917년경에 설립되었고 1922년까지 어려움을 겪었으며 상황은 극도로 어려워졌다. 모스크바 법원은 구세군을 추방 대상인 준군사 조직으로 판결했다. 2006년 10월, 유럽인권법원은 이 판결이 불법이라고 판결했다. 구세군 국제 웹사이트는 러시아 연방을 동유럽 지역의 일부로 분류하고 있다.

### 중국에서의 활동
윌리엄 부스가 죽기 전에 중국에 구세군을 설립해 달라는 소원을 남겼고, 브람웰 부스는 1912년에 아버지에게 맹세하며 이 소원을 이행했다. 1915년에 첫 사관들이 파견되었고, 1931년 기근 때는 매일 10만 명에게 식량을 공급했다. 정치적 어려움으로 인해 1952년 구세군은 중국에서 철수했지만, 마카오, 홍콩, 대만에서는 여전히 활동을 계속하고 있다.

## 상징

### 기

구세군 군기 (영어 버전)

구세군 깃발은 죄와 사회악에 대한 구세군의 전쟁을 상징한다. 깃발의 빨간색은 예수 그리스도의 피를, 노란색은 성령의 불을, 파란색은 순수함과 하나님을 상징한다.

### 문장

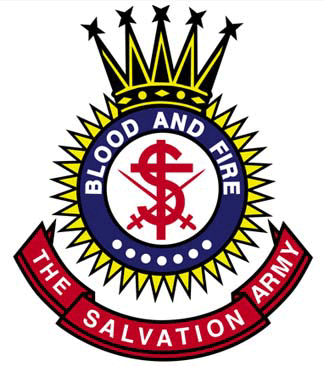
구세군 문장 (영어 버전)

구세군의 가장 오래된 공식 상징은 문장이다. 1878년 W.H. 엡던 대위가 로고를 제안했고, 1879년에 구세군 본부의 편지지에 이 로고가 사용되었다. 대위가 제안한 디자인은 약간만 변경되었고 왕관이 추가되었다.
구세군의 문장은 상징을 통해 성경적 언급을 담고 있다.

- 햇살을 비추는 태양은 성령의 빛과 불을 상징한다. (마태복음 3:11)
- 십자가는 예수님께서 우리 죄를 위한 희생 제물로 돌아가신 십자가를 상징한다. (로마서 3:25)
- 문자 "S"는 예수 그리스도를 통해 모든 사람에게 가능한 구원을 상징한다. (요한복음 3:16-17)
- 교차된 칼은 하나님의 말씀(히브리서 4:12)을 상징한다. 하나님의 말씀은 구원의 전쟁(사탄과 악에 대항하는 전쟁)에서 그리스도인의 무기이다.
- 복음의 화살(시편 119:160)은 복음의 기본 진리를 상징하며, 총 7가지이다.  1. 거룩하신 하나님의 존재;
  2. 죄악은 하나님과 인간에게 대항하는 것;
  3. 죄에 대한 공정하고 영원한 형벌이 있을 것;
  4. 예수님은 인류를 위해 십자가에서 죽으셨음;
  5. 구원은 모든 인류를 위한 것이며 예수 그리스도를 받아들이는 모든 사람에게 무료로 제공됨;
  6. 복음을 전파하기 위해 모든 그리스도인의 책임은 가능한 모든 것을 다하는 것;
  7. 하나님은 신실한 자들에게 그분과 함께하는 영원한 천국에서 보상하심.

- "피와 불"이라는 단어는 구세군의 "전쟁 외침"이다. 우리를 죄에서 깨끗하게 하는 것은 예수님의 피이며, 우리를 순결하게 하고 하나님을 기쁘시게 하는 삶을 살도록 돕는 것은 성령의 불이다.
- 왕관은 하나님께서 그분께 신실했던 모든 자들에게 주실 "생명과 영광의 면류관"을 상징한다. (야고보서 1:12)

### 붉은 방패
붉은 방패는 전시 구세군의 활동에서 유래했다. 19세기 말, 메리 머레이 스태프 대위는 윌리엄 부스의 지시를 받아 남아프리카 보어 전쟁에 참전한 영국군을 지원했다. 이후 1901년, 이 사관은 붉은 방패 서비스의 전신인 해군 및 군사 리그를 설립하는 임무를 맡았다.

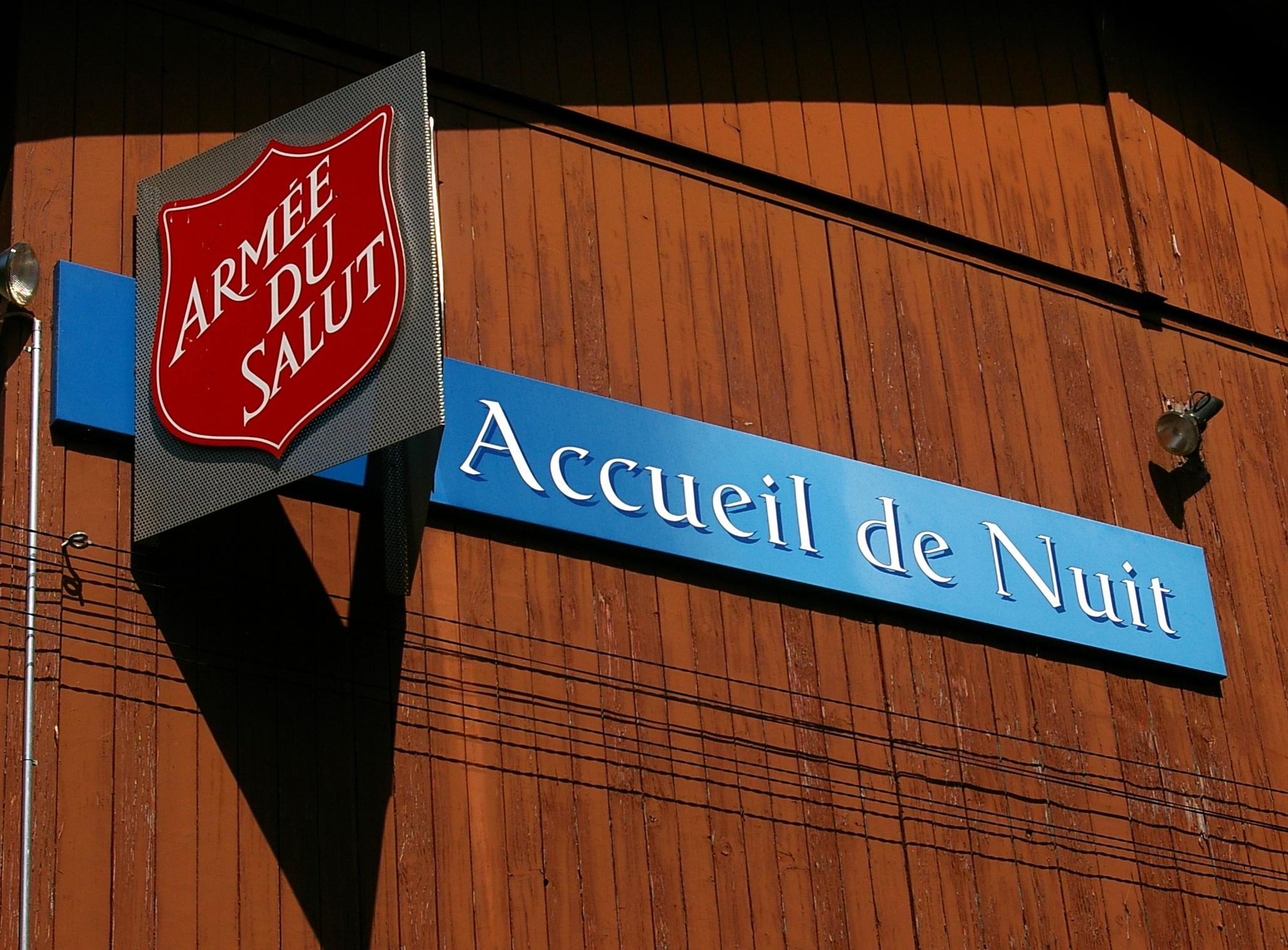
제네바에 있는 노숙자 쉼터 옆에 전시된 구세군 붉은 방패 로고.

전시 붉은 방패 서비스에 근무하는 구세군 사관들은 많은 기능을 수행했다. 제1차 세계 대전의 도넛 소녀들은 참호 속 군인들에게 다과를 제공한 초기 사례였다. 그들은 또한 응급 처치소, 구급차, 군종 업무, 사교 클럽, 기독교 예배 및 기타 전선 서비스를 제공했다.
이 상징은 영국군을 위한 블루 실드 서비스에서도 여전히 사용되지만, 많은 구세군 환경에서 단순하고 쉽게 식별할 수 있는 상징으로 널리 사용된다. 붉은 방패가 캐주얼 구세군 제복에 사용되는 것을 흔히 볼 수 있다. 이제 영국에서는 붉은 방패를 구세군의 외부 상징으로 사용하고, 문장은 내부에서만 사용하는 것이 공식적인 구세군 정책이다. 따라서 모든 새로운 구세군 건물은 이제 문장 대신 붉은 방패를 외부에 표시할 것이며, 이는 분명히 그들의 영문(교회) 건물에 사용되었을 것이다. 이는 영국에서 고위 경영진에 의해 회원들과의 협의 없이 "부과"되었다. 모든 사람들이 이 변화를 환영하지는 않았다.

### 제복
구세군 사관, 사관 후보생(훈련 사관) 및 병사들은 종종 제복을 착용한다. 이들이 제복을 입어야 한다는 아이디어는 1878년 8월 구세군 "전쟁 의회"에서 일라이저 캐드먼이 "나는 세상과 전쟁을 하고 세상을 구원하겠다는 것을 모든 사람에게 알리는 옷을 입고 싶다"고 말한 데서 비롯되었다. 제복은 착용자가 구세군원이자 그리스도인임을 식별하게 해준다. 또한 도움이 필요한 사람들에게 도움을 줄 수 있음을 상징한다. 제복은 국제적으로 다양한 형태를 띠지만, "구원"을 의미하는 "S" 휘장이 특징이며 "섬기기 위해 구원받음" 또는 "구원하기 위해 구원받음"의 의미를 지닌다. 다양한 색상과 스타일은 병사, 사관 후보생, 중위, 대위, 소령, 대령, 참령, 대장 등 다양한 계급을 나타낸다.
제복의 특징은 계급에 따라 달라지며, 부속품(공식 용어는 "장식")은 견장과 육각형 옷깃 패치로 구성된다.
제복은 직위와 계급에 따라 다르다.
- 병사: 검은색 견장(견장 아래에 영문 이름이 새겨져 있음) 및 "S"가 있는 검은색 옷깃 패치
- 음악가: 파란색 또는 검은색 견장 및 "S"가 있는 옷깃 패치
- 사관 후보생: 훈련 연도에 따라 1개 또는 2개의 빨간색 막대가 있는 검은색 견장 및 "S"가 있는 검은색 옷깃 패치
- 사관 계급:
  - 중위: 은색 별 하나가 있는 빨간색 견장 및 "S"가 있는 빨간색 옷깃 패치
  - 대위: 은색 별 두 개가 있는 빨간색 견장 및 "S"가 있는 빨간색 옷깃 패치
  - 소령: 은색 문장이 있는 빨간색 견장 및 "S"가 있는 빨간색 옷깃 패치

다른 문자는 현지 언어에 맞게 대체된다. "The Salvation Army"라는 단어는 셔츠, 블라우스, 재킷의 로고로 제복 원단에 새겨져 있다.

### 타르탄

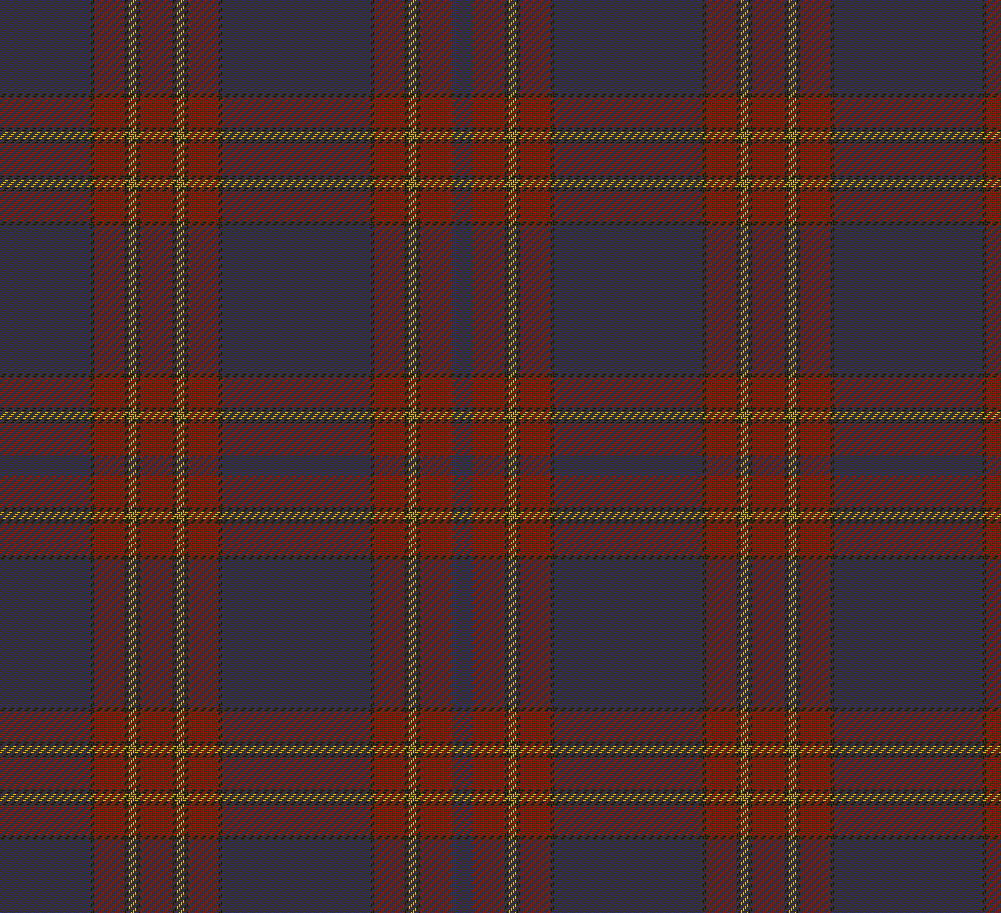
구세군 복장 타르탄

1983년부터 공식 구세군 타르탄이 생겼다. 스코틀랜드 퍼스 시타델 영문 100주년 기념을 위해 해리 쿠퍼 대위가 디자인했다. 구세군 깃발의 색상을 기반으로 하며, 동일한 상징성을 공유한다. 스코틀랜드 외에서는 거의 볼 수 없다.

### 경례
구세군은 오른손을 어깨 높이 위로 올리고 검지 손가락을 위로 향하게 하는 독특한 경례 방식을 가지고 있다. 이는 하늘나라 시민 동료를 인정하고, 다른 사람들도 하늘나라에 갈 수 있도록 가능한 모든 것을 다하겠다는 맹세를 상징한다. 박수에 대한 응답으로 이러한 방식으로 경례하는 구세군원은 자신이 영광을 받기보다는 하나님께 영광을 돌리고자 함을 의미한다. 경우에 따라 경례와 함께 "할렐루야!"라는 외침이 동반되기도 한다.

### 붉은 냄비

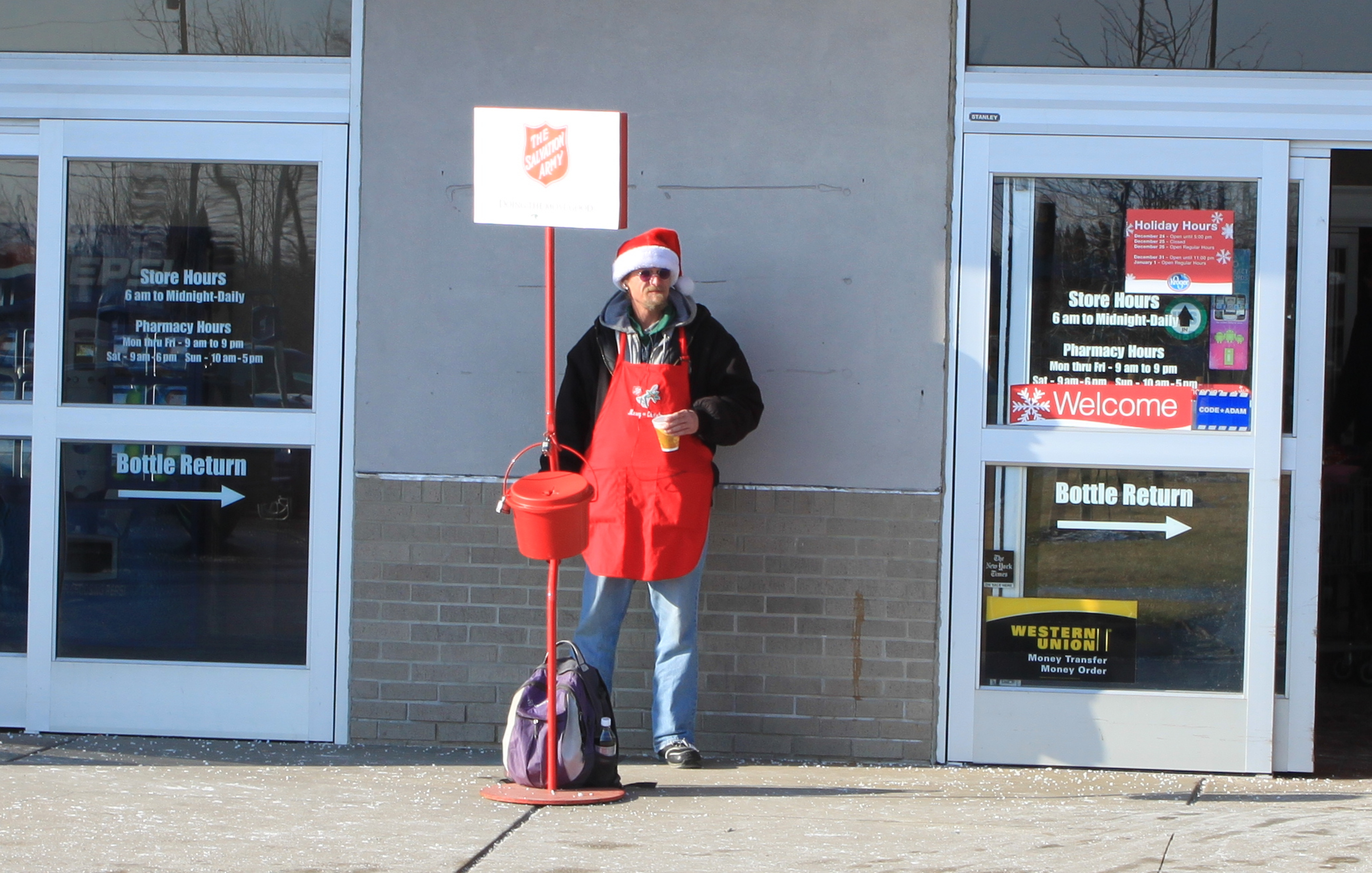
입실랜티 슈퍼마켓 입구의 붉은 냄비

많은 국가에서 구세군은 크리스마스 시즌에 상점 밖에 자원봉사자와 직원들이 서서 캐롤을 부르거나 종을 울려 지나가는 사람들이 붉은 냄비에 현금과 수표를 기부하도록 유도하는 것으로 알려져 있다. 미국에서는 일부 지역에서 익명으로 금화나 반지, 또는 다발의 고액 지폐가 냄비에 넣어지는 전통이 생겼다. 이는 1982년 시카고 교외의 크리스털레이크에서 처음 기록되었다. 붉은 냄비는 크리스마스 시즌뿐만 아니라 미국의 내셔널 도넛 데이와 같은 다른 모금 행사에서도 연중 내내 사용된다. 이 날 구세군과 협력하는 일부 도넛 가게에는 기부를 위한 붉은 냄비가 설치되어 있다. 각 영문은 규모와 능력에 따라 지역 본부에서 정해준 목표액이 있다.

### 붉은 방패 모금과 자아 부정 모금
붉은 방패 모금과 자아 부정 모금은 영국 및 호주와 같은 일부 지역에서 매년 진행되는 모금 캠페인이다. 매년 사관, 병사, 직원, 자원봉사자들이 전 세계 거리로 나서서 방문 모금 또는 거리 모금에 참여한다. 모금된 금액은 각 해당 지역의 구세군 사회 사업에 사용된다. 영국 및 아일랜드 지역(UKIT) 내에서는 이 모금을 연간 모금이라고 부르며, 종종 일반 대중에게 더 잘 알려진 다른 이름으로 불리기도 한다. 2012년에는 '더 빅 컬렉션(The Big Collection)'이 되었다.

### 음악 연주

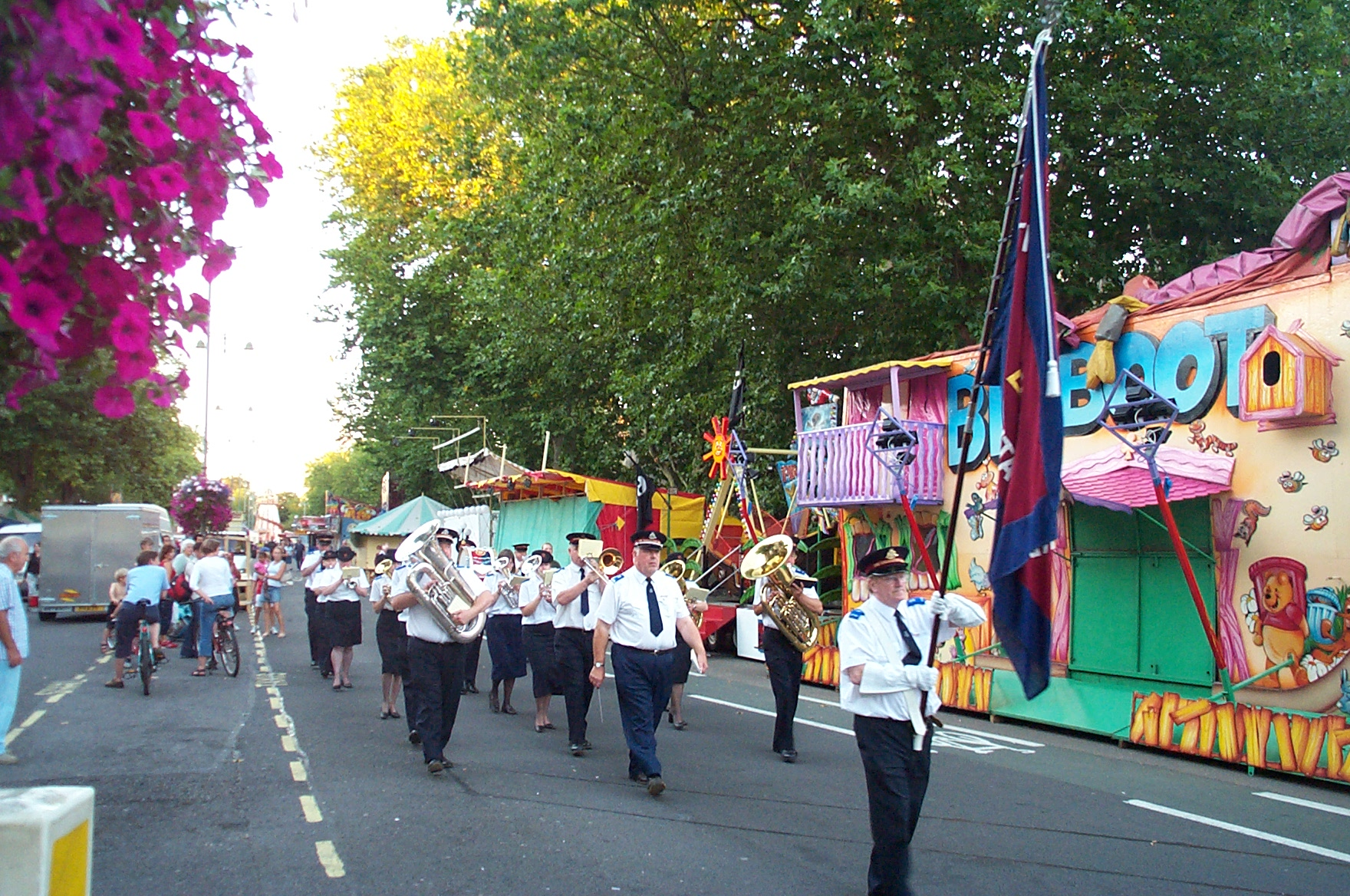
영국 옥스퍼드의 구세군 밴드 퍼레이드

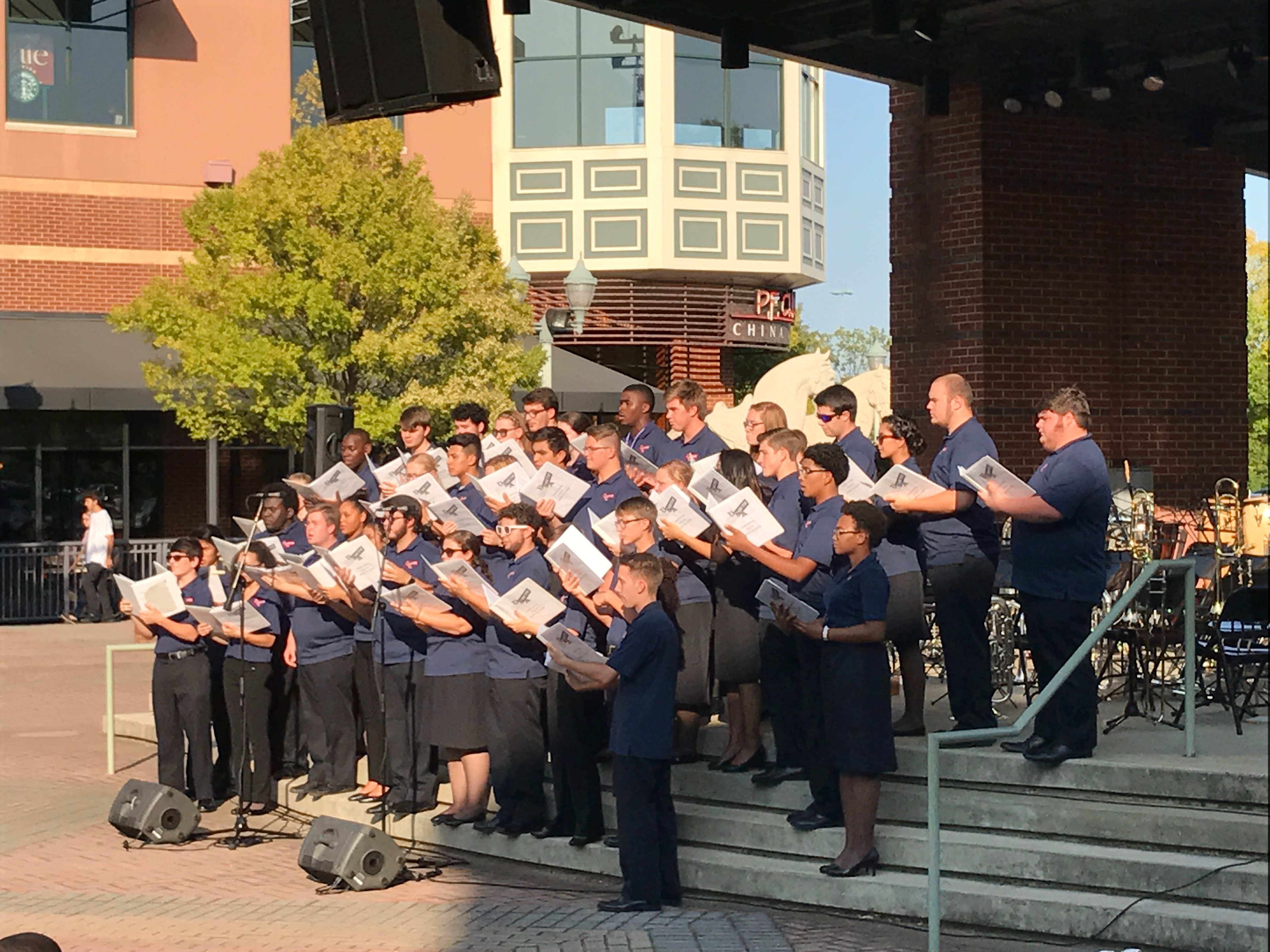
애틀랜타에서 노래하는 미국 남부 지역 청소년 합창단.

구세군의 인기가 높아지고 구세군원들이 런던 거리를 다니며 사람들을 개종시키려 노력하면서, 때로는 난폭한 군중과 마주치기도 했다. 음악가 가족(윌트셔주 앨더버리 출신의 프라이 가족)이 구세군과 함께 "경호원"으로 활동하며 음악을 연주하여 군중의 주의를 분산시키기 시작했다. 1891년, 구세군 밴드가 영국 서식스주 이스트본에서 퍼레이드를 하고 음악을 연주하려 했다. 이는 지역 조례 위반이었고, 구세군원 9명이 체포되었다. 구세군은 이에 굴하지 않고 법률 변경에 대한 지지를 얻기 위해 계속해서 법에 저항하며 퍼레이드를 벌였다. 몇 달 동안 도시의 상황은 폭동으로 확대되어 질서를 유지하기 위해 주변 지역에서 기마 경찰이 동원되어야 했다.
음악가들을 두는 전통은 계속되었고 결국 표준적인 브라스 밴드로 발전했다. 이들은 구세군 캠페인, 다른 축제, 퍼레이드, 크리스마스에 대중 앞에서 여전히 볼 수 있다. 전 세계적으로 브라스 밴드는 구세군 사역의 일부이자 구세군원과 비구세군원 모두에게 즉시 인식 가능한 상징이 되었다. 구세군은 또한 합창단을 가지고 있는데, 이들은 일반적으로 전통적인 소프라노, 알토, 테너, 베이스 가수로 구성된 송스터 여단으로 알려져 있다. 구세군의 최고 송스터 여단은 국제 사관 송스터이다. 연주 수준은 높고 구세군은 국제적인 수준의 밴드(예: 국제 사관 밴드(브라스 밴드)는 브라스 밴드 경연 대회에는 참여하지 않지만 전문 앙상블과 동등한 수준이다)와 뉴욕 사관 밴드와 같은 지역 수준의 밴드를 운영한다. 일부 전문 브라스 연주자 및 경연 브라스 밴드 단원들은 구세군 출신이다. 많은 구세군 영문에는 구세군 집회에서 연주하는 브라스 밴드가 있지만, 전부는 아니다. 구세군은 또한 대규모 콘서티나 밴드를 운영했다. (20세기) 초부터 제2차 세계 대전까지 영국 구세군 사관의 3분의 1에서 절반은 콘서티나를 연주했다. 복음 전도자에게 콘서티나는 휴대성, 멜로디와 코드 모두를 연주할 수 있는 능력, 그리고 특히 연주하면서 노래하거나 말할 수 있다는 점 등 금관 악기보다 뚜렷한 장점이 있었다.
음악에서 구세군 전통은 예수님을 위해 사람들에게 다가가기 위해 당대의 인기 있는 표현 방식을 사용하는 것이다. 구세군의 조이스트링스는 1960년대와 1970년대 초 영국 및 그 외 지역에서 차트에 오르고 국영 텔레비전에 출연할 정도로 인기를 얻었던 팝 그룹이었다. 또 다른 인기 밴드는 1990년대와 2000년대 초에 인기를 끌었던 미국의 스카-코어 그룹 더 인사이더즈이다. 수백 개의 밴드가 뉴질랜드의 모페드, 챔벌레인, 바틱, 에이전트 C, 더 래드스; 영국의 일렉트랄라이트; 호주의 소테리아 음악 사역, 여름 카니발 밴드, 가시 왕관, 이스케이프; 미국의 트랜스미션, 싱잉 컴퍼니, HAB, 버N, CJD – 쿠키, 주스, 도넛 등 이 구세군 전통을 이어가고 있다. Saytunes는 이러한 현대 구세군 밴드와 아티스트를 장려하고 홍보하기 위해 고안된 웹사이트이다. 구세군의 또 다른 중요한 음악적 특징은 구세군 깃발의 색상을 나타내는 색색의 리본이 달린 탬버린을 사용하는 것이다. 주로 여성들이 연주한다.

## 간행물
구세군은 책, 잡지, 악보를 출판한다. 구세군의 구성 방식 때문에 일부 구세군 출판물의 저작권은 원래 저자가 아닌 구세군 대장에게 귀속된다.
구세군은 트위터, 영문 및 사관이 운영하는 페이스북 그룹 등 공식 소셜 미디어 계정을 운영하고 있으며, 비공식 팬 그룹도 있다.

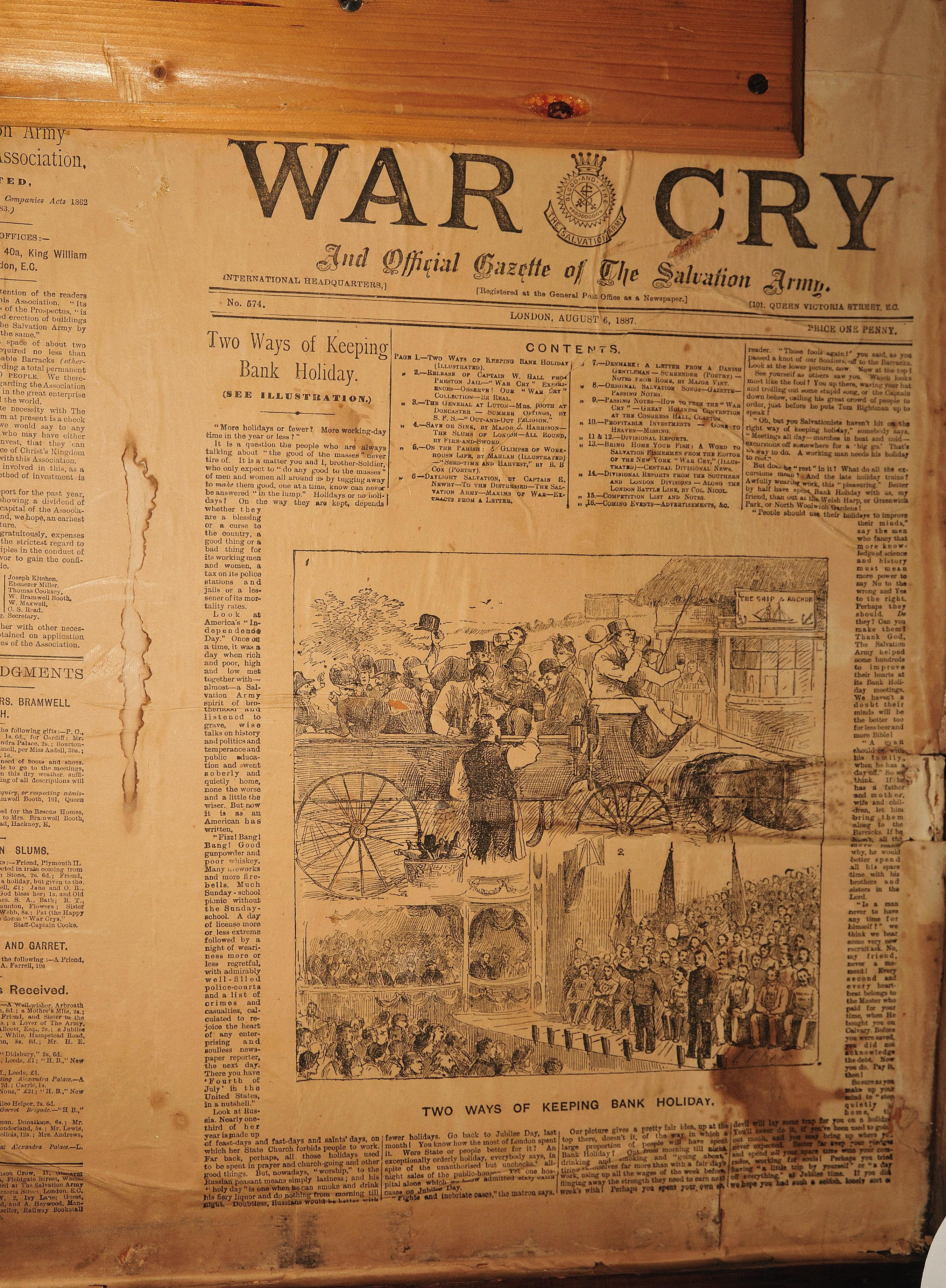
1887년 8월 6일자 워 크라이

### 도서 및 잡지
- <뉴 프론티어 크로니클>, 구세군 뉴스 및 네트워킹[114]
- <케어링 매거진>, 사회적 관심사에 대한 대화 큐레이션[115]
- 워 크라이 신문, 1879년 영국에서 처음 발행[116]
- <페이스 앤 프렌즈> 잡지[117]
- <구세군원> 잡지[118]
- <워드 앤 디드> 저널[119]
- <키드존> 잡지[120]
- <프라이어리티> 잡지[121]
- <파이프라인>, 구세군의 뉴스, 특집 및 의견 잡지 AUE (폐간)[122]
- <온파이어> 구세군의 뉴스, 특집 및 의견 잡지 AUS (폐간)[123]
- <아더스> 구세군의 뉴스, 특집 및 의견 잡지 (새롭게 통합된 호주 지역 산하)[123]
- <성인 및 가족 사역 성가집>[124]
- <키즈 얼라이브> 어린이 잡지
- <교리 핸드북>[125]
- <구세 이야기> (개정된 교리 핸드북)[126]
- <구세군 연감 2018> (웹사이트 페이지)[127]
- <기독교 선교 매거진>[128]
- <기독교 선교 찬송가집>[129]
- <리바이브>[130]
- <구세군 연감 2018>[131]
- <구세군 성가집>[132]

## 대중적 인식
1994년, 업계 간행물인 <필랜스로피 크로니클>은 자선 및 비영리 단체의 인기 및 신뢰도에 대한 가장 큰 연구 결과를 발표했다. 이 연구에 따르면 구세군은 조사된 100개 이상의 자선 단체 중 "미국에서 가장 인기 있는 자선/비영리 단체" 4위를 차지했으며, 12세 이상 미국인의 47%가 구세군에 대해 '사랑'과 '매우 좋아함'을 선택했다.

## 명예
브람웰 부스 대장은 1917년 8월 20일 창립자 훈장을 제정했다. 첫 수상은 1920년 병사 1명과 사관 15명에게 수여되었다. 조지 카펜터 대장은 1941년 특출난 보조 봉사 훈장을 제정하여 비구세군원이 구세군에 제공한 봉사에 대한 감사를 표했다.

## 논란

### 성소수자 인권에 대한 입장
구세군은 교회이기 때문에 미국 1964년 민권법 제7조에 따라 고용 관행에서 사람들의 종교적 신념을 물을 수 있다. 구세군은 "약 55,000개 일자리 대부분에서 동성애자 고용에 차별을 두지 않는다"고 명시했지만, 역사적으로 성소수자 개인에 대한 고용 및 연방 기금 지원 서비스 거부를 허용하는 법안을 지지했다.

1986년, 구세군은 1986년 동성애 법 개혁법에 반대하는 뉴질랜드 전역에서 캠페인을 벌였다. 이 법은 동성애를 비범죄화했다. 2006년, 구세군은 활동 이후 지속된 불쾌감을 유감스럽게 생각한다는 성명을 발표했다. 성명에는 "우리는 구세군의 개혁 법안에 대한 공식적인 반대가 많은 사람들에게 깊은 상처를 주었음을 이해하며, 동성애자 공동체와의 관계에서 여전히 불쾌감이 남아있다는 사실에 유감스럽게 생각합니다. 그 혼란스러운 시기 이후로 남아있을 수 있는 모든 상처에 대해 유감스럽게 생각하며, 현재 우리의 희망은 우리 운동과 동성애자 공동체 간의 이해와 대화의 다리를 재건하는 것입니다."라는 내용이 포함되었다.
1997년, 샌프란시스코시는 시 정부와 거래하는 모든 회사에 직원들의 동성 파트너에게 국내 혜택을 제공하도록 요구하는 법률을 제정했다. 구세군은 이를 거부하며 350만 미국 달러 계약을 거절했다. 2001년, 구세군은 조직의 종교적 자유를 침해한다고 생각하는 차별 금지 법안에서 자신과 다른 종교 단체를 면제해 줄 것을 부시 행정부에 압력을 가했다. 이 요청은 거부되었고, 당시 인권 캠페인 대변인이었던 데이비드 스미스는 이를 강하게 비난했다. 스미스는 "동성애자들도 납세자입니다. 그들의 돈이 종교 단체에 의해 그들에 대한 차별적 행위를 지원하는 데 사용되어서는 안 됩니다."라고 말했다.
2000년 2월, 영국 구세군은 지방정부법 28조 폐지에 공개적으로 반대했다. 이 조항은 지방 당국이 "의도적으로 동성애를 조장"하는 것을 금지했다.
2001년 10월, 구세군 미국 서부 지역은 동성 관계에 있는 직원들에게 국내 파트너 혜택을 제공하는 계획을 승인했다. 다양한 복음주의 기독교 이익 단체 회원들이 이 결정에 항의했다. 가족에 집중 설립자 제임스 돕슨은 구세군이 "도덕적 청렴성"을 포기했다고 맹렬히 비난하며 그의 라디오 청취자들에게 조직 사무실에 전화와 편지를 쏟아붓도록 촉구했다. 미국 가족 협회도 구세군이 "죄악에 대한 엄청난... 유화 정책"을 펼쳐 "교회를 배신했다"고 비난했다. 2001년 11월, 구세군 미국 전역은 서부 지역의 결정을 철회하며 직원들의 이성 배우자와 피부양 자녀에게만 혜택을 제공할 것이라고 발표했다.
2004년, 구세군은 뉴욕시에서 게이 직원 파트너에게 혜택을 제공하도록 요구하는 시 조례로부터 면제받지 못하면 뉴욕시에서 활동을 중단하겠다고 밝혔다. 시의회는 면제를 거부했다. 마이클 블룸버그 시장의 행정부는 조례를 강제하지 않기로 결정했다. 조례를 강제하지 않을 행정부의 권리는 2006년 뉴욕주 항소법원에서 유지되었다.
2008년, 오스틴의 한 교회 밖에서 제니퍼 게일이라는 트랜스젠더 여성이 사망했다. 시의회 의원은 구세군 쉼터 직원들이 그녀를 여성 숙소에 수용하기를 거부했기 때문에 사망했다고 말했다. 시의회 의원은 나중에 자신의 발언을 부분적으로 철회하며 "구세군은... 차별 금지 정책을 가지고 있으며 트랜스젠더 사람들을 거절하지 않는다고 한다. 그러나 그들이 이 문제를 실제로 이해하는지에 대해서는 완전히 확신할 수 없다. 만약 공간이 충분하지 않다면 트랜스젠더 사람들에게 사생활 보호를 제공할 것이지만 (어떤 종류의 개인 공간이 있을 수도 있다), 화요일 밤처럼 공간이 가득 차서 임시 보호소 상황이라면, 그들은 사람들을 해부학적 구조에 따라 배정할 것이라는 인상을 받았다."고 말했다.
2010년부터 2013년까지 "동성애" "성적 지향"에 관한 "입장 성명"이 구세군 웹사이트에 게시되었다.
성경은 동성 간의 성적 친밀함을 금지한다. 따라서 구세군은 성적 지향이 주로 또는 전적으로 동성인 그리스도인들은 독신 생활 방식을 받아들이도록 부름받았다고 믿는다. 동성 결합이 이성애 결혼과 동등하거나 대안이 된다는 성경적 근거는 없다.
마찬가지로, 성적 지향 때문에 누구를 비하하거나 학대하는 것에 대한 성경적 근거도 없다. 구세군은 그러한 학대에 반대한다.

이러한 신념에 따라, 구세군의 서비스는 성적 지향에 관계없이 자격을 갖춘 모든 사람에게 제공된다.
이 입장 성명은 2012년 6월까지 삭제되었고, 구세군의 동성애에 대한 입장이 검토 중이라는 성명으로 대체되었다.
2012년 12월 15일, 캐나다에서 안드레아 르 굿은 구세군 종소리 봉사자가 "동성애자 권리: 지지한다면 기부하지 마세요"라고 쓰인 팻말을 들고 있는 것을 발견했다. 종소리 봉사자는 자선 단체로부터 팻말을 들고 있어도 좋다는 허락을 받았다고 주장했지만, 구세군 대변인 카일라 펀스는 자선 단체는 팻말에 관여하지 않았으며, 자선 단체가 이를 알게 되자마자 종소리 봉사자를 즉시 철수시켰다고 말했다.
2013년 11월, 구세군이 성소수자 개인을 여러 전환 치료 단체 중 한 곳으로 보냈다는 사실이 알려졌다. 이에 대한 반응으로 구세군은 웹사이트에서 전환 치료 단체로의 링크를 제거했다.
2016년, 구세군은 성소수자 학생들을 대상으로 하는 호주 안전 학교 프로그램에 대한 지원을 철회하며, "정부 승인 괴롭힘 방지 프로그램의 제공은 모든 고위험 학생 집단을 고려해야 한다"고 밝혔다.
2019년 11월, 댈러스 모닝 뉴스에 따르면, "가수 엘리 골딩은... 댈러스 카우보이스의 추수감사절 하프타임 쇼에서 공연을 취소하겠다고 위협했다." 이는 그녀가 구세군을 홍보하는 인스타그램 게시물에 대한 부정적인 반응 이후 "성소수자 공동체"에 대한 우려 때문이었다.
"이것을 조사한 후, 저는 구세군에 연락하여 그들이 성소수자 공동체에 대한 확고하고 헌신적인 약속이나 기부를 매우 신속하게 하지 않으면 철회할 수밖에 없다고 말했습니다. 아시다시피 저는 헌신적인 자선가이며, 항상 노숙자를 돕는 데 마음을 두었지만, 성소수자 반대 자선 단체를 지지하는 것은 결코 의도적으로 하지 않을 일입니다. 이 점을 알려주셔서 감사합니다."
그 쇼는 "구세군의 연례 붉은 냄비 캠페인의 시작을 알리는 행사"였다. 골딩은 나중에 공연하기로 결정했다.
2019년, 2020년, 2021년에 구세군은 복스, 포브스, 아웃과 같은 출판물에서 지도부의 공개 성명 및 로비와 같은 동성애 혐오 및 트랜스젠더 혐오적 견해와 관행으로 계속 비판을 받았다.

#### 구세군의 대응
2013년, 구세군 영국 및 아일랜드 웹사이트의 입장 성명에는 다음과 같이 명시되어 있었다.
구세군은 성적 행위는 일부일처제 이성애 결혼 내에서만 이루어져야 한다고 가르치며, 이는 성적 행동에 대한 하나님의 의도를 반영하고 자녀 양육에 가장 좋은 환경을 제공한다고 믿는다.

이 성명은 나중에 삭제되었다. 이 성명은 명백히 구세군 구성원을 위한 것이었으며 2013년 기준 구세군 사명 선언문에는 다음과 같이 명시되어 있다.
구세군은 사람들을 희생시키고 소외감, 외로움, 절망감을 강화할 수 있는 동성애 혐오에 반대한다. 우리는 성소수자 공동체 구성원들이 환영받고 하나님과의 관계를 발전시키도록 격려받는 포용적인 교회 공동체가 되기를 원한다... 우리의 국제 사명 선언문은 "차별 없이 [예수님의] 이름으로 인간의 필요를 충족시킬 것"이라고 명확히 밝히고 있다. 우리 문을 통과하는 누구든지 그들의 필요와 우리가 제공할 수 있는 능력에 따라 사랑과 봉사로 환영받을 것이다.

2013년 11월년 기준, 활동가들은 지속적인 차별을 이유로 구세군에게 성소수자 문제에 대한 입장을 변경할 것을 여전히 요구하고 있었다.
2018년 4월년 기준, 영국 공식 웹사이트의 "포괄" 페이지에는 구세군이 동성애 혐오에 반대하며 고용 관행이나 돌봄 제공에 있어 차별을 허용하지 않는다고 명시되어 있었다.
2018년 기준, 미국 중부 지역 웹사이트는 성소수자 공동체를 지원하고 환영한다고 명시하고 있다.
미국 지부 웹사이트에서 구세군은 현재 "성소수자 공동체와 구세군"이라는 정보/홍보 문서를 게시하고 있으며 (다른 내용과 함께) "성소수자 공동체에 봉사하기 위해 헌신하고 있다", "트랜스젠더가 도움을 요청할 때, 우리는 도움을 구하는 다른 사람들과 동일한 방식으로 봉사한다", "성적 지향, 성 정체성, 성 표현 등과 관련하여 동등 고용 기회 고용주이다", "동성 결혼을 한 직원 배우자에게도 혜택을 제공한다"고 명시하고 있다.

### 뉴욕 정부 지원 사회 서비스 중 개종 활동
2004년, 구세군 뉴욕 지부는 지역 및 주 정부 지원 프로그램에 참여하는 직원들의 종교 및 성적 습관에 대해 질문했다며 18명의 현직 및 전직 사회 서비스 부문 직원들로부터 소송을 당했다. 한 직원은 단체가 자신에게 "예수 그리스도의 복음을 전파하는 데 동의하도록" 강요했다고 주장했다. 정부 지원 프로그램에서 개종 활동을 하거나 종교적 동기를 추구하는 것은 일반적으로 미국 헌법의 국교금지조항 위반으로 간주된다. 소송의 고용 차별 부분은 2005년에 기각되었지만, 2010년 합의에서 정부 기관은 구세군이 공적 자금 지원 프로젝트에서 정교분리를 위반하지 않도록 모니터링 시스템을 구축하기로 동의했다. 구세군은 시가 자금을 지원하는 위탁 양육 프로그램에서 9세 아동들이 성경을 받고 기도를 받는 "확인과 유사한" 의식을 거쳤다는 주장을 부인하지 않았다.

### 호주 성 학대 사건
1940년대부터 1980년대까지 호주 구세군은 약 3만 명의 아동을 보호했다. 2006년 호주 구세군 지부는 이 기간 동안 성적 학대가 발생했을 수 있음을 인정하고 사과문을 발표했다. 구세군은 사과문에서 익명의 당사자가 주장한 최대 500명의 잠재적 청구인이 있다는 주장을 명시적으로 거부했다.
2013년, 빅토리아주에서 474건의 학대 사건과 관련하여 총 A$1,550만 달러의 비공개 합의가 이루어졌다고 보도되었다. 구세군 대변인은 "이런 일은 일어나서는 안 됐으며, 이는 우리에게 주어진 신뢰를 저버린 것"이라며 "깊이 사과한다"고 말하면서도, 학대가 "개인적인 일이었고 조직 내부의 문화 때문이 아니었다"고 주장했다.
2014년, 오스트레일리아 정부가 2013년에 시작하여 모든 주 정부가 지지하는 조사 왕립 위원회인 아동 성 학대에 대한 기관적 대응 왕립 위원회는 퀸즐랜드주의 틀:QLDcity에 있는 알키라 구세군 소년원과 틀:QLDcity의 리버뷰 훈련 농장(인디버 훈련 농장으로도 알려짐), 그리고 뉴사우스웨일스주의 틀:NSWcity에 있는 벡슬리 소년원과 틀:NSWcity의 길 기념원에서 발생한 학대 사건을 조사하기 시작했다. 이 조사는 또한 이러한 보호소에서 아동 성 학대에 가담했다고 고발되거나 밝혀진 모든 사람에 대한 구세군의 조사, 징계, 해고, 전보 절차도 조사했다. 2014년 3월 27일, 왕립 위원회는 1993년부터 2014년까지 아동 성 학대 주장 처리와 관련하여 구세군(동부 지역)을 조사하기 시작했다.

### 크록 센터
2004년, 미국 구세군은 전 맥도날드 CEO 레이 크로크의 세 번째 부인인 조안 B. 크록의 유언에 따라 16억 미국 달러를 기부받았다. 이 기부는 단일 단체에 기부된 개인 자선 기부 중 가장 큰 규모였다. 이 기부금은 기존 센터가 아닌 새로운 센터에 사용되어야 한다는 특정 제한이 따랐다. 2023년 현재, 이 자금으로 26개의 새로운 센터가 문을 열었다.

## 영화에서
구세군은 아가씨와 건달들 및 메이저 바바라와 같은 많은 인기 영화에 등장한다. 구세군이 등장하거나 언급되는 500편 이상의 영화를 자세히 설명하는 책인 <영화 속 구세군>(The Salvation Army at the Movies)이 2020년에 출판되었다.
구세군은 1892년에 자신들의 영화 스튜디오인 라임라이트 부서를 설립하면서 무성 영화를 제작하기 시작했는데, 이는 호주 최초였다. 원래 스튜디오는 오늘날에도 남아있으며 구세군에 의해 보존되고 있다. 그 영화 중 하나는 오스트레일리아 연방 취임식이라는 다큐멘터리였다. 1898년부터 1909년 사이에 라임라이트 부서는 300편 이상의 영화를 제작했으며 1909년 호주 연방 의식들을 기록했다.

## 같이 보기
- 자선냄비
- 구세군 대한본영

## 참고 문헌
- 쿠퍼, 데이비드 폴. 구세군에 대한 노트: 사진으로 본 이스트 엔드 역사.
- 이슨, 앤드루 M. 로저 J. 그린, 편집. (2012) 《한계 없는 구원: 윌리엄 부스의 짧은 글들》. 뉴욕: 피터 랭.
- 이슨, 앤드루 M. (2003) 《하나님의 군대에 있는 여성: 초기 구세군의 젠더와 평등》. 워털루: 윌프리드 로리에 대학 출판부. ISBN 0-88920-418-7.
- Milbank, Dana (2001년 7월 10일). “Charity Cites Bush Help in Fight Against Hiring Gays: Salvation Army Wants Exemption From Laws”. 《워싱턴 포스트》. A01면.
- 메리트, 존 G. 소령. 《구세군 역사 사전》(스케어크로우 프레스, 2006).
- Ostling, Richard N. (2005년 12월 15일). “The Salvation Army: A distinctive corps simultaneously expands and shrinks”. Associated Press.
- Walker, Pamela J. (2001). 《Pulling the Devil's Kingdom Down: The Salvation Army in Victorian Britain》. University of California Press. ISBN 0-520-22591-0.
- Winston, Diane (2000). 《Red-Hot and Righteous: The Urban Religion of the Salvation Army》. Harvard University Press. ISBN 0-674-00396-9.